# Apollo–17
Az Apollo–17 volt az Apollo-program tizenegyedik repülése emberekkel az űrhajó fedélzetén, egyben a hatodik – és utolsó – olyan, amely leszállt a Holdon. A program átszervezése miatt – bár eredetileg még három további expedíció követte volna – ez lett az utolsó leszállás a Holdon, amely végül rekordokat hozott. 12 nap 13 óra 51 perc 59 másodperces teljes repülési ideje, 22 óra 3 perc 57 másodperces holdfelszínen töltött ideje, 35,7 kilométeres, holdjáróval megtett távolsága és 110,52 kilogrammnyi összegyűjtött holdkőzetmintája mind-mind rekordnak számít az összes Apollo-repülés között. Az Apollo–17 két nagyobb újítást is hozott az utolsó repülésre. Ezek egyike az éjszakai start, a másik, hogy a legénység egyik tagja geológus volt.
A repülést jóval megelőzően, még 1961-ben született a javaslat a tudományos közösség részéről, hogy ne csak berepülő pilótákat, hanem tudósokat is képezzen ki a NASA és juttasson fel űrhajósként az űrbe vagy a Holdra. Az űrügynökség egy teljes űrhajós-válogatási fordulót szentelt ennek a kezdeményezésnek, ahol kizárólag tudományosan képzett embereket kerestek, és végül ki is választottak egy hat főből álló csoportot, amelynek orvos, fizikus, mérnök és geológus tagjai voltak. Végül különböző tagcserékkel és felsőbb politikai nyomásra a csoport geológus tagja kapott helyet az utolsó holdra szállás legénységében. Így nevezte ki Deke Slayton, a NASA repülőszemélyzeteinek főnöke az utolsó legénységet: Gene Cernan parancsnok, Ron Evans, a parancsnoki modul pilótája és Jack Schmitt (geológus) holdkomppilóta.
A leszállóhely kiválasztását nagy várakozások előzték meg, az eredeti listáról számos jelölt volt még hátra, a korábbi repülések is termeltek ki további érdekes leszállóhelyjelölteket, ezekből kellett választani. A NASA választása egy új jelöltre, a Taurus-Littrow-völgyre esett, amelyet az Apollo–15 Hold körüli keringéséből végzett megfigyelések során emeltek ki, mivel a helyszínt furcsa sötét talajtakaró fedte, amelyet a tudósok esetleg vulkáni tevékenység eredményének tudtak be. Emellett a helyszín az eredeti, ősi holdfelszín anyagának megtalálására és mintaként való összegyűjtésére is lehetőséget mutatott, így két célt is kiszolgálhatott volna a tudósok szerint, ezért tartották különösen megfelelőnek az utolsó repülésre.
Az indulásra 1972. december 7-én, helyi idő szerint 00:33:00-kor (05:33:00 UTC) került sor, az éjszakai start rendkívüli látványosságot tartogatott a körülbelül 500 000 helyszíni nézőnek. A választott pálya abban is újdonságot hordozott, hogy a földi parkolópályán nem másfél, hanem két keringésnyi időt töltött az űrhajó, és a Hold irányú hajtóműgyújtás az Atlanti-óceán felett történt meg. Cernanék eseménytelen út után, négy nap múltán érték el a Holdat, majd az America és a Challenger szétvált, és utóbbi rendben leszállt a Mare Serenitatis peremén fekvő – a környező Taurus-hegységről és egy nagyobb kráterről, a Littrow-kráterről elnevezett Taurus-Littrow-völgyben.
A leszállást követően az űrhajósok három holdsétára készülődtek. Az első alkalommal a rover és a különböző eszközök kipakolását, üzembe helyezését követően az ALSEP felállítása volt a fő feladat, majd ezt követően – némileg az ALSEP-pel való késlekedés miatti időhiány okán – egy nagyon rövid geológiai kutatóút következett, egyetlen felszíni formáció meglátogatásával. Ezen a holdsétán történt egy kisebb, de később szimbolikussá vált baleset, a parancsnok véletlenül letörte a holdjáró egyik sárvédőjét (amelyet egy rögtönzött megoldással sikerült pótolni). Később ez az epizód vált annak a szimbólumává, hogy a világűr felfedezése közben az ember a leghatékonyabb, aki adott helyzetben rögtönözni is képes, szemben az automatákkal, űrszondákkal, amelyek ilyenkor kudarcot vallanak. A második holdséta során egy hosszabb kutatóútra indultak az űrhajósok, amelynek során öt geológiai állomást érintettek, amelyek egyikén szenzációs felfedezést tettek, narancsszínű talajt találtak (később kiderült, hogy a vulkáni eredetűnek hitt talajréteget félreazonosították). A harmadik holdsétán az űrhajósok a völgyet övező hegyek közé mentek, és ott végeztek kutatómunkát négy geológiai állomáson.
A három holdsétát lezárva a holdkomp utasai rendben felszálltak a holdfelszínről, dokkoltak az anyaűrhajóhoz, csatlakoztak az addig a Hold körül keringő Ron Evanshez, és folytatták a megfigyeléseket. További másfél nap múltán a 75. keringésben jött el az ideje a hazavezető irányra állni, és újabb négy nap múltán az űrhajó leszállt a Csendes-óceánon, ahol a kiemelésére érkező USS Ticonderoga anyahajó várta. Az Apollo–17 1972. december 19-i leszállásával véget ért az Apollo–program űrrepülési része (míg a kihelyezett műszerekkel a megfigyelések egészen 1977-ig folytatódtak), és az azóta eltelt időben nem járt ember a Holdon (így máig Gene Cernan parancsnok az utolsó ember, aki lábnyomát a Holdon hagyta).

## Személyzet
| Beosztás                      | Űrhajós                    | Űrhajós                    |
| ----------------------------- | -------------------------- | -------------------------- |
| Parancsnok                    | Gene Cernan (3) űrrepülés  | Gene Cernan (3) űrrepülés  |
| A parancsnoki egység pilótája | Ron Evans (1) űrrepülés    | Ron Evans (1) űrrepülés    |
| Holdkomppilóta                | Jack Schmitt (1) űrrepülés | Jack Schmitt (1) űrrepülés |

### Tartalék személyzet

#### Eredeti legénység
| Beosztás                      | Űrhajós                  | Űrhajós                  |
| ----------------------------- | ------------------------ | ------------------------ |
| Parancsnok                    | Dave Scott (2) űrrepülés | Dave Scott (2) űrrepülés |
| A parancsnoki egység pilótája | Al Worden (1) űrrepülés  | Al Worden (1) űrrepülés  |
| Holdkomppilóta                | Jim Irwin (1) űrrepülés  | Jim Irwin (1) űrrepülés  |

#### Cserelegénység
| Beosztás                      | Űrhajós                    | Űrhajós                    |
| ----------------------------- | -------------------------- | -------------------------- |
| Parancsnok                    | John Young (6) űrrepülés   | John Young (6) űrrepülés   |
| A parancsnoki egység pilótája | Stu Roosa (1) űrrepülés    | Stu Roosa (1) űrrepülés    |
| Holdkomppilóta                | Charlie Duke (1) űrrepülés | Charlie Duke (1) űrrepülés |

(zárójelben a személyenként elvégzett űrrepülések száma, beleértve ezt a missziót is)

### Kapcsolattartó személyzet
- Robert Franklyn Overmyer
- Bob Parker
- Charles Gordon Fullerton

## Előzmények

### A program kezdetei
Az egész Apollo-program egy dinamikusan fejlődő folyamatként is leírható, tanulási és fejlődési lépcsőfokokkal, amely a szovjetek ideológiai legyőzésétől egészen a Hold aprólékos tudományos felfedezéséig jutott el. A folyamat kulcsa az volt, hogy az egyes küldetések sikere adta a stafétabotot az eggyel magasabb fejlettségi szintet jelentő repüléshez, különösen a program elején. A rengeteg előkészítő, ember nélküli, automata repülés után az első előirányzott, emberrel végzett próbarepülés az Apollo–1 útja lett volna, ám az váratlan tragédiába torkollott: a kapkodó, sokszor rossz minőségű munkával elkészülő űrhajó és a szintén rossz tervezésen alapuló tisztaoxigén-atmoszféra miatt tűz ütött ki az űrhajón, amely megölte Gus Grissomot, Ed White-ot és Roger Chaffee-t. A baleset kivizsgálása és a hibák kijavítása után a program újraindulását jelentő Apollo–7 repülésen sikerrel próbálták ki a program egyik sarokkövének számító holdűrhajót, az Apollo parancsnoki és műszaki egységet (CSM).
Ezt követően a szovjetekkel vívott párharc miatt versenytempóra váltottak az események. A CIA hírszerzési adatai szerint a szovjeteknek esélyük volt megnyerni a Holdért folyó versenyt, ezért a NASA mindent megtett, hogy a nagy presztízsértékű repüléseket előrébb hozza. Ilyen volt a Hold elsőkénti megkerülése. Az Apollo–8 1968 karácsonyán, mindjárt a program második, ember vezette repülésén ennek teljesítése érdekében indult útnak; Frank Borman, Jim Lovell és Bill Anders lehettek az első emberek, akik a szomszéd égitest megkerülésekor saját szemükkel pillanthatták meg a Hold mindig elforduló túloldalát. A világsiker után ismét rutinszerűbb, próba jellegű repülés következett, az Apollo–9, amely a vadonatúj holdkompot próbálta ki és bizonyította a koncepció életképességét. Az Apollo–10 ismét a Holdhoz indult, hogy a holdra szállás elképzelésének minden technikai mozaikját összeillessze és kipróbálja, de még tényleges leszállás nélkül. Ezen a technológiai létrán jutott el végül a NASA abba a stádiumba, hogy immár végérvényesen legyőzve a szovjeteket elsőként juttasson embert a Holdra.

### H-típusú repülések
A gondosan egymásra épített rendszerben az egyes lépések betűrendben követték egymást, és a G típusú repülés címkét viselte a tényleges holdra szállás. Az első tényleges leszállás az Apollo–11-re és Neil Armstrong parancsnokra, Michael Collins parancsnokiegység-pilótára és Buzz Aldrin holdkomppilótára jutott. 1969. július 20-án az Eagle hívójelű holdkomp leszállt a Mare Tranquillitatison, a történelem során először emberekkel a fedélzetén. Az előkészületek miatt már másnapra fordult át az expedíció órája, amikor az űrhajó két utasa 1969. július 21-én, egymás után kilépett a holdfelszínre. Ezután végrehajtották azt, amit Kennedy megígért az amerikaiaknak: holdra szállás egyetlen holdsétával. A világ első holdutazói két és fél órát töltöttek kinn a holdfelszínen, nem mellesleg maradéktalanul teljesítették az egész holdprogram célját és John F. Kennedy álmát.
A NASA az első holdra szállást követően rendelkezett további tervekkel, amelyeket immár nem csak a puszta leszállás mint teljesítmény dominált, hanem a tudományos kutatások is befolyásolták. Az Apollo–11 egymaga képviselt egy Apollo-küldetéstípust, és ennek teljesültével máris továbblépett egy magasabb szintre az űrügynökség, amely technikailag alig különbözött az előző szinttől, mindössze a készletek leghatékonyabb felhasználásával a holdfelszínen töltött időt terjesztették ki drasztikusan. A tervek szerint következett a H típusú küldetés, amely már a holdra szállás után két gyalogos űrsétát is magába foglalt. Az első ilyen jellegű repülés az Apollo–12 volt, amelyen Pete Conrad parancsnok, Dick Gordon parancsnoki pilóta és Alan Bean holdkomppilóta 1969. november 19-én sikerrel szállt le az Oceanus Procellarumon. A repülés legfontosabb célja egy hajszálpontos leszállás kivitelezése volt egy kitüntetett ponton – mivel az Apollo–11 körülbelül hat kilométerrel vétette el a saját maga kijelölt leszállási pontját –, igazolva, hogy az Apollo-hardver képes a precíziós leszállásokra és ezáltal értékes kutatómunkára. A kitüntetett pont pedig nem volt más, mint egy korábban feljuttatott űrszonda, a Surveyor–3. A holdfelszínre kétszer léptek ki az űrhajósok, először a tudományos műszerparkot, az ALSEP-et állították fel, másodjára pedig egy kisebb kört tettek meg a leszállóhely kráterei között, közbeiktatva a Surveyor–3 szonda meglátogatását is. A precíziós leszállással újabb lépcsőfokot lépett feljebb az egész Apollo-csapat a fejlődés útján. Ezt követte az Apollo–13, amely tudományos céljait tekintve hasonló volt az Apollo–12-höz, ám kudarcba torkollott a repülés.
Az Apollo–13 balesetének kivizsgálása után – abból okulva – egy újabb H típusú repülésre készült a NASA, az Apollo–14-en. A repülésre Al Shepard veterán űrhajós készült parancsnokként, kiegészülve Stu Roosa újonc parancsnoki pilótával és Ed Mitchell holdkomppilótával. A repülésük célja más típusú terület volt a holdfelszínen, mint amilyeneket az előző küldetések meglátogattak: a Fra Mauro formáció, amelyet a Mare Imbrium becsapódásakor kivetődő anyag takarója hozott létre. Shepardék megismételték a két gyalogos holdsétát magába foglaló expedíciót, ahol hasonlóan Conradékhoz előbb a tudományos műszeregyüttest helyezték ki, majd ellátogattak a környék legnagyobb kráteréhez, mintegy háromszor akkora távolságot megtéve, mint azt az Apollo–12 űrhajósai.

### Apollo–13
Az Apollo–13 szerencsés kudarcként vonult be az űrtörténelembe és több szempontból is befolyást gyakorolt a későbbi repülésekre, így az Apollo–16-ra is. Egyrészt magával a balesettel, amely hosszabb halasztást eredményezett a későbbi repülésekre vonatkozólag. Az 1971. április 11-én a Hold Fra Mauro térsége felé induló expedíció az égitest felé vezető út háromnegyedénél balesetet szenvedett. Egy tervezési és szerelési hiba miatt a parancsnoki egység fő oxigéntartályába szerelt tekercselés zárlatos lett, és ettől a tartály túlmelegedve felrobbant, megfosztva a legénységet az oxigénből és hidrogénből előállított elektromos áramtól és a víztől, valamint a légzéshez szükséges oxigéntől. Az űrhajósok átköltöztek a holdkompba – kvázi mentőcsónakul használva azt –, és az irányítás által lépésről-lépésre rögtönzött új műveleti terv mentén veszélyek és kényelmetlenségek közepette szerencsésen hazajutottak a Földre. A hazatérés után hosszú hónapokig tartó kivizsgálás következett, az okokat kiderítendő, ám addig semmilyen továbblépésről nem lehetett szó.
Másrészt az Apollo–13-nak volt egy másodlagos, sokkal rombolóbb hatása az egész programra nézve. A Nixon-adminisztráció számára az egész holdprogram politikai problémákat hordozott: az egy demokrata kezdeményezésű program volt, amelyet a republikánus új elnök csak megörökölt, másrészt mérhetetlen pénzbe került akkor, amikor az USA egy még nagyobb összegek elköltésével járó háborús kalandban volt lekötve, a vietnámi háborúban. A drágaság mellé feliratkozott még egy nyomós érv a közvéleményben: miért öljük még mindig a Holdba a pénzt, amikor már legyőztük az oroszokat? Richard Nixon kereste a pillanatot, amikor megszabadulhat JFK álmától, és az Apollo–13 majdnem kudarccal végződő kalandjában találta meg a lehetőséget. A politikai döntéshozók – bár nyílt színen sohasem vallották be, hogy bármi összefüggés lenne a döntésnek az Apollo–13-mal – megkurtították a programot. Töröltek három Apollo-repülést. A gyakorlatban elvették a lehetőséget egy gyalogos (H típusú) és egy holdjárós (J típusú) misszió elől. Így mivel az eredeti tervek szerint az Apollo–15 lett volna az utolsó gyalogos expedíció és az Apollo–16 az első holdjárós, minden repülés eggyel előre lépett, és már az Apollo–15 megkapta a holdjárót, az Apollo–16 pedig a második ilyen repüléssé lépett hátra.

### J-típusú repülések
A NASA az Apollo–15-tel lépett szintet és tért át a legfejlettebb, úgynevezett J típusú repülésre. Ennek keretében a még tovább fejlesztett hardverrel három napnyi holdfelszíni tartózkodást céloztak meg a tervezők, három, egyenként 8 órát megközelítő holdsétával, valamint a legnagyobb újdonsággal, a holdi mobilitást robbanásszerűen javító holdjáróval. A döntés 1970 második felében született meg – az Apollo–15 eredetileg az utolsó gyalogos expedíció lett volna –, ezért a döntés érintette a felkészülést is. Az eredeti tervek szerint készülődő legénységek közül még az Apollo–16-ra várományos legénység, John Young és Charlie Duke kezdte meg az éppen elkészült holdjáró földi próbáit, ám a döntést követően át kellett adniuk a helyüket Dave Scottnak és Jim Irwinnek, akik emellett kiterjedt geológiai felkészítés közepette is voltak.

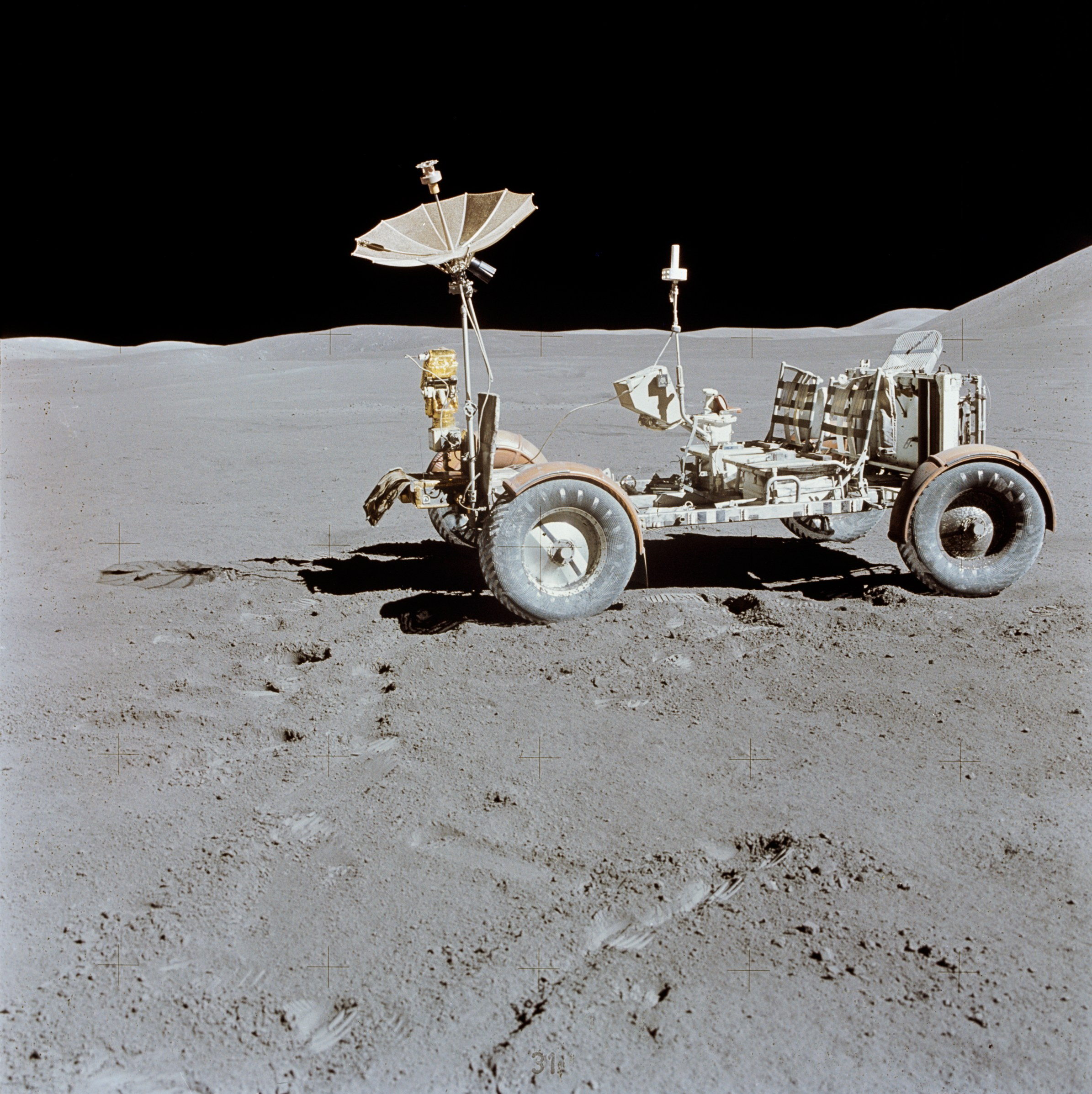
A J típusú repülések kulcsa, a holdjáró

Az Apollo–15 expedíció messzemenően beváltotta a hozzá fűzött reményeket. Űrhajósai – Dave Scott parancsnok, Ron Evans parancsnoki pilóta és Jim Irwin holdkomppilóta – 1971. július 26-án kelt útra a holdi Appenninek hegységhez, a Hadley-síkság és a hegység találkozásánál levő lávarianáshoz, munkanevén a Hadley-Appenninek leszállóhelyhez. Egy tökéletes leszállás után három (és fél) holdsétát tettek, amelyek során kisebb nehézségek árán kihelyezték az addigi legszélesebb körű ALSEP tudományos műszeregyüttest, de legfontosabb elemként sikerrel tesztelték és használták az expedíció legnagyobb újítását jelentő holdjárót. Az Appenninek a Mare Imbrium lávatenger szélén végigfutó felgyűrt hegység, így az űrhajósoknak alkalma nyílt mind a lávasíkság, mind a hegyoldalak anyagának tanulmányozására. A holdjáróval 27,9 kilométert tettek meg (a gyalogos küldetések megtett távjának közel kilencszeresét), 77,31 kg holdkőzetet hoztak haza, és az Apollo–program egyik legsikeresebb küldetését teljesítették. Az Apollo–16-nak az ő teljesítményüket kellett túlszárnyalnia.
A második J-típusú repülés az Apollo–16 lett, amely a hardver adta kibővített lehetőségeket kihasználva próbált egy kissé más irányú tudományos tapasztalatot gyűjteni. A tudósok az előző leszállásokból már rendelkeztek mintákkal és mérési eredményekkel a Hold legújabb felszíni formáinak, a holdtengereknek az anyagából, különösképpen a Mare Imbriumhoz kapcsolódóakból, így a jelszó az lett, hogy „el a maréktól, el az Imbriumtól”. Ennek érdekében megvizsgálták a lehetséges leszállóhelyjelölteket, és az egyiken – a Descartes vidék Cayley formációjánál – a vulkáni működés lehetséges jeleit találták. Ez olyan érdekes geológiai lehetőségekkel kecsegtetett, hogy végül oda küldték a következő holdjárós expedíciót.
A kijelölt legénység, John Young parancsnok, Ken Mattingly, a parancsnoki egység pilótája és Charlie Duke holdkomppilóta 1972. április 10-én startolt el Floridából, és eseménytelen út után kicsit több mint három nap elteltével érték el a Holdat. A leszállásnál hiba támadt. Amikor a holdkomp és az anyaűrhajó szétvált – és az utóbbit kissé kitérő pályára kormányozta Mattingly a véletlen összeütközés elkerülése érdekében –, hajtóműhiba támadt az űrhajó tartalék rendszerében. Emiatt a leszállást nem lehetett folytatni. Hosszas elemzés után elengedték a holdkompot a leszállásra, de az időkiesés miatt a Holdon töltött időt meg kellett kurtítani. Young és Duke leszálltak, végrehajtották a három holdsétát, ám amiért odaküldték őket, a fiatal vulkáni működés bizonyítékait nem találták, helyette a legősibb holdkéreg anyagából sikerült egy kollekciót sikerrel összegyűjteni. Az űrhajósok összesen 95 kg holdkőzetmintával a tarsolyukban 11 nap 1 óra 51 perc 5 másodperc repülés után tértek vissza Földre.

### A leszállóhely kiválasztása

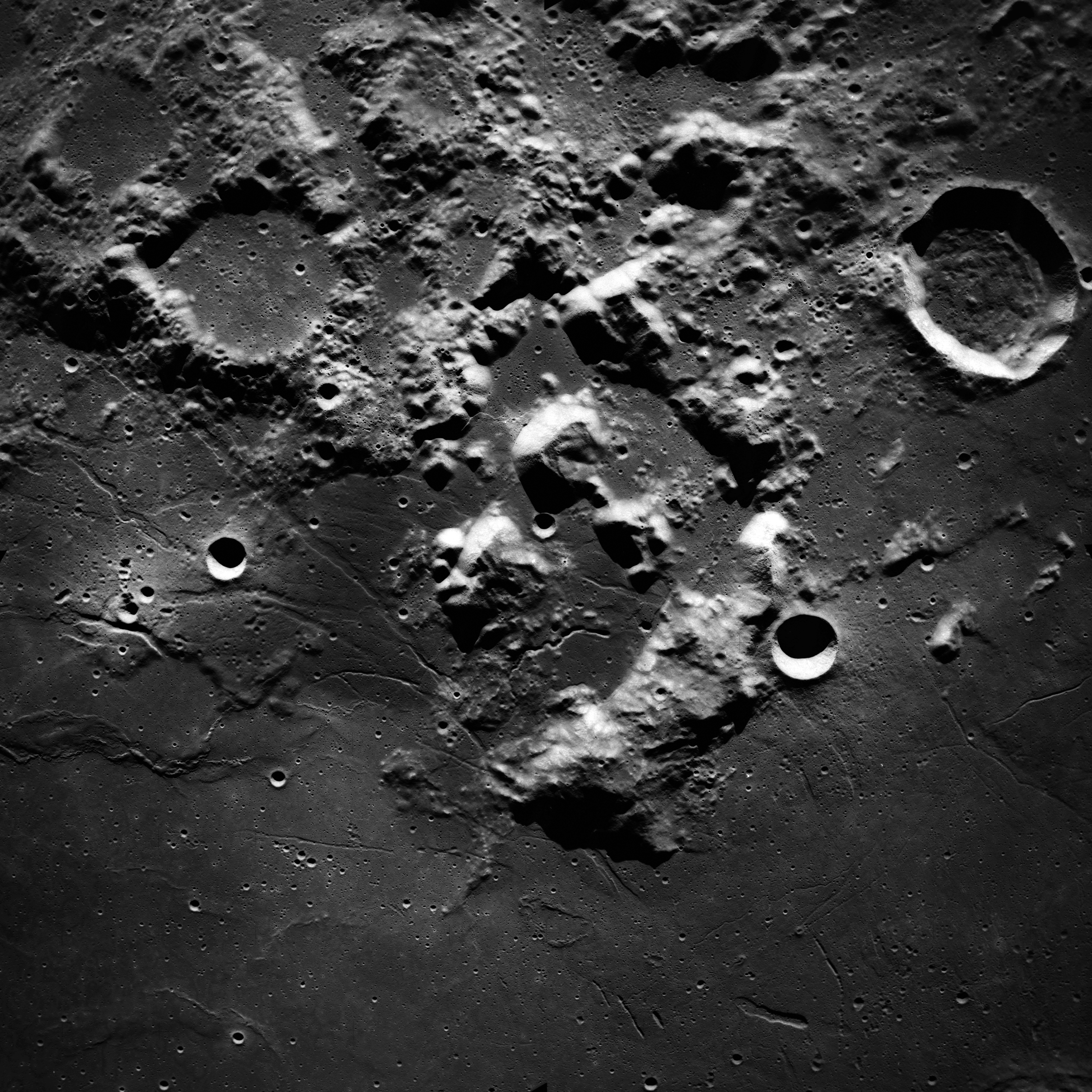
A Taurus-Littrow-völgy, az Apollo–17 leszállóhelye

Az Apollo–17 mint legutolsó holdra szállás számára a tudományos közösség, de a mérnökök is valamiféle grandiózus finálét szántak, ezért gondosan mérlegelték, hogy hová küldjék az utolsó holdűrhajót. Az eredeti jelöltek mellé időközben már maga az Apollo–program is termelt ki lehetséges leszállóhelyeket a Hold körüli keringések során végzett megfigyelések révén, így nem hogy szűkült volna, de még inkább bővült a kör. A tudósok így elkezdték kizárni a lehetséges jelölteket. Ezek egyik leglátványosabbika és sokáig legtámogatottabbja volt a Tycho-kráter, egy a Hold leglátványosabb óriáskráterei közül, messze délen. Ezt a jelöltet a műveleti szempontok lőtték ki: túl kockázatos lett volna a leszállás egy ilyen bonyolult domborzatú vidéken. Aztán ott volt a Kopernikusz-kráter, amely szinte ugyanolyan látványos, mint a Tycho. Ezt viszont az a megfontolás húzta át, hogy az Apollo–12 már hozott abból a térségből anyagmintákat, inkább szűz térség felé kellene a figyelmet fordítani. És volt még egy mindenek felett állóan bátor célpont, a Hold túloldalán elterülő Ciolkovszkíj-kráter. Azonban ehhez kellett volna még egy átjátszó műhold a kapcsolattartáshoz, de a NASA költségvetésébe ez nem fért bele, ezért elvetették a túloldal felfedezésének lehetőségét.
A kívánatos, ám elvetett vidékek mellett megmaradtak további jelöltek, amelyeknél nem merültek fel aggályok. Ilyenek voltak az Alphonsus-kráter, a hatalmas központi csúccsal büszkélkedő Gassendi-kráter a Mare Humorumon, illetve a Mare Serenitatis peremén meghúzódó – Al Worden, az Apollo–15 parancsnoki egységének pilótája által felfedezett – Taurus-Littrow-völgy. A tudósok ismét szempontrendszert állítottak fel a jelöltek közötti döntéshez:
1. Ősiholdkéreganyag-lelőhely: prioritás volt, hogy az ősi holdkéreg anyagából tudjanak az űrhajósok mintát venni, amely öregebb, mint a Mare Imbrium-becsapódás és lehetőség szerint minél messzebb esik magától az Imbriumtól (ennek mindhárom jelölt megfelelt, mivel 880–1800 kilométer között van a távolságuk)[22]
2. Fiatalvulkánianyag-lelőhely: másodlagos szempont volt, hogy 3 milliárd évesnél fiatalabb mintákat találjanak az űrhajósok, amelyek a későbbi vulkáni aktivitás jeleit hordozzák. Ezáltal megérthető lett volna a Hold hőtani fejlődéstörténete, illetve megmagyarázhatók lettek volna a fényképeken látható ilyen jellegű nyomok.[22]
3. Orbitális megfigyelési lehetőségek: a Hold körüli pályára vonatkozó követelményeket külön fogalmazták meg, amelyek azt diktálták, hogy a leszállóhelyhez szükséges kiinduló pálya lehetőleg minimális átfedéseket mutasson az Apollo–15 és Apollo–16 ugyanilyen megfigyeléseinek pályáival, amelyek által maximalizálni lehet az új információkat, másrészt mégis legyen annyi átfedés, hogy az Apollo–17 által hordozott számos új berendezés mérési értékei összehasonlíthatóak legyenek a korábbiakkal, a műszerek kalibrálása, illetve felmérése miatt.[22]
4. ALSEP-szempontok: utolsó szempontként jelent meg a telepítendő műszerek iránti igény (ez inkább könnyítette, mint nehezítette a választást), mivel a korábban már felvitt és a holdfelszínen hálózatot alkotó eszközök most nem utaztak, helyettük más mérések kaphattak hangsúlyt.[22]

A tulajdonságok számbavétele során a három jelöltből egy maradt, a Taurus-Littrow-völgy. Az Alphonsus-kráter ugyan már az Apollo–16 során erős jelölt volt, és ki is jelölték az Apollo–17 számára elsődleges célpontként, ám a szorosabb megfontolások gyengítették a pozícióját: ugyan mind ősi anyagot, mind fiatalabb vulkáni anyagot ígért – előbbit a magas kráteroldalakból, utóbbit kisebb, nem becsapódásos eredetűnek hitt, úgynevezett halo kráterekből –, ám a tervezők kockázatosnak látták, hogy az űrhajósok eljuthatnak-e a kráterfalakra mintákat venni, és mivel ez volt a prioritás, ennek a kockázata inkább ellene fordította a döntéshozókat. A Gassendi-kráter is erősen kívánatos hely volt geológiailag, ám ott nem mutatkoztak vulkáni eredetűnek hitt területek, így a másodlagos cél nem teljesült, ráadásul a Gassendi központi hegycsúcsát szerették volna vizsgálni a geológusok, ám ez is hordozott kockázatokat az űrhajósok számára az elérhetőség szempontjából. Végül a Taurus-Littrowban megvolt minden, a Mare Serenitatis becsapódáskor felgyűrődő Taurus-hegység rejtette az ősi holdkéreg anyagát, a völgy alján pedig kisebb, vulkáni eredetűnek hitt kráterek mutatkoztak (ezen kráterek körül különösen sötét talajtakarót figyelt meg Al Worden az Apollo–15-ön, ezeket hitték kitöréskor kidobott anyagnak, azaz vulkáni eredetűnek).
Egyetlen kisebb probléma volt, a hibákkal is kalkuláló leszállási ellipszis nem fért el a völgyben, azaz a holdkomp szélsőséges esetben akár a völgyet határoló hegyek oldalában is leérhetett volna. Ezen az segített, hogy az immár öt megelőző leszállás tapasztalatai alapján újra lehetett kalkulálni az ellipszist, amely a hajszálpontos leszállások miatt jelentősen leszűkült, és így belefért a völgybe.

### A legénység kiválasztása
A legénység kiválasztásának története még 1961-ben vette kezdetét, amikor egy geológus, Eugene Shoemaker – aki később az első „planetáris geológus” nemhivatalos címet is megkapta – felvetette, hogy a berepülőpilóták mellett a tudomány embereit is fel kellene küldeni az űrbe, akár a Holdra. Bár Schoemaker magára gondolt mint az első holdgeológus-űrhajós, egy betegség megfosztotta ettől a lehetőségtől, ám az ötlete fennmaradt. Olyannyira, hogy a NASA ki is írta az űrhajós-válogatást – a negyedik űrhajós-válogatási fordulót – 1965. június 5-én, ahol kimondottan tudós űrhajósokat keresett. A kritériumok szerények voltak az előző válogatásokhoz képest:

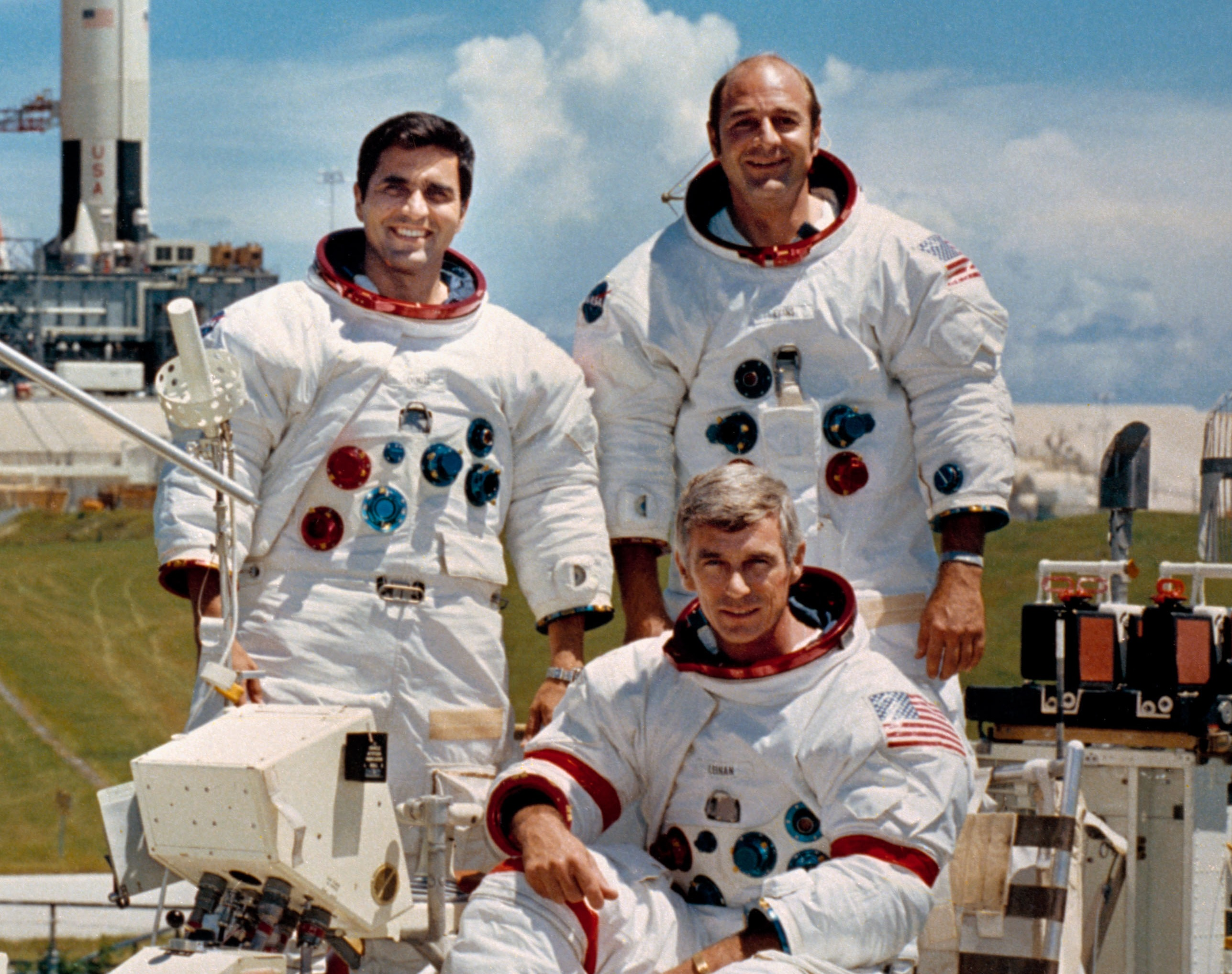
A végső legénység a világ első tudósával, akit a Holdra küldött a NASA: Eugene A. Cernan (ül), Harrison H. Schmitt (balra) és Ronald E. Evans (jobbra)

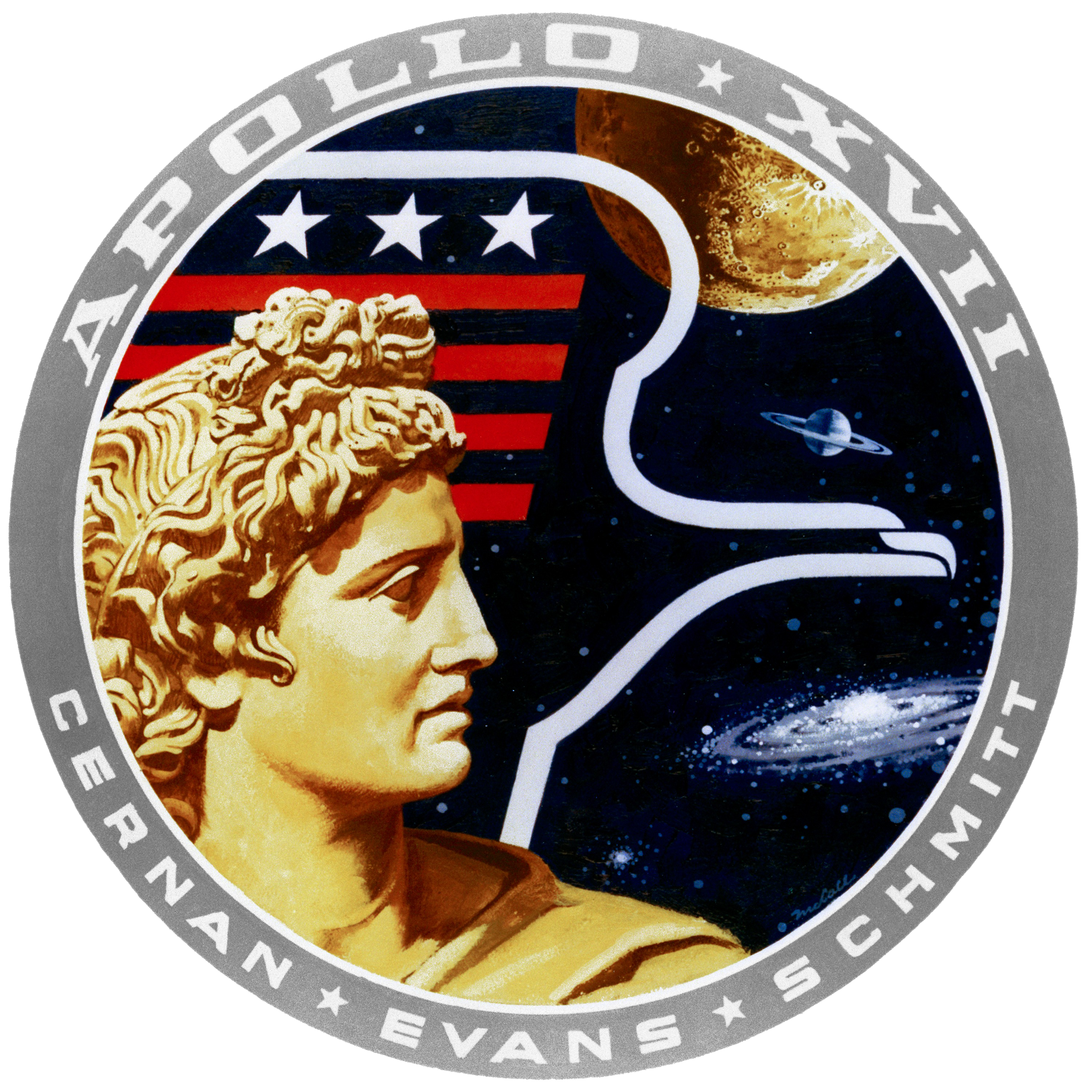
Az Apollo–17 jelvénye

- a jelölt az Amerikai Egyesült Államok polgára
- születési dátuma 1930. augusztus 1. utáni
- testmagassága ne haladja meg a 180 cm-t
- legyen természettudományos, orvosi, mérnöki vagy ezzel egyenértékű felsőfokú végzettsége[24]

Összesen 1351 jelentkezés érkezett a kiírásra, amelyből hat jelöltet választott ki a bizottság. Owen Garriott elektromérnök, Edward Gibson gépészmérnök, Duane Graveline és Joe Kerwin orvos, Curtis Michael fizikus és Harrison Schmitt geológus volt a hat sikeres jelölt, akik elkezdték az űrhajós-felkészülést.
Az Apollo–17 legénysége jelölésének története 1969. augusztus 8-án kezdődött, amikor a NASA megnevezte az Apollo–13 és az Apollo–14 repülő és tartalék legénységét. Utóbbi küldetés tartalékaiul Gene Cernan parancsnok, Ron Evans, a parancsnoki egység pilótája és Joe Engle holdkomppilóta készült a kiképzésre, egyben a kialakult rotációs rendszer alapján ők voltak a várományosai az Apollo–17 repülő legénységi kinevezésének. Ezután 1970. március 26-án a NASA megnevezte az Apollo–15 legénységét, Scottot, Irwint és Wordent, valamint a tartalékokat, Dick Gordon parancsnokot, Vance Brand parancsnoki pilótát és Harrison Schmitt holdkomppilótát, akik egyben az Apollo–18 repülés várományosai is lettek. Ezután következett az Apollo–13 kudarca, majd kisvártatva a teljes program újratervezése, amelynek nyomán nyilvánvalóvá vált, hogy az Apollo–17 lesz az utolsó leszállás, és az Apollo–18 elmarad, egyben a NASA ezzel a menetrenddel egyetlen tudóst sem juttat majd fel a Holdra. Ez utóbbi tényre inkább a tudományos közösség ébredt rá, mint a NASA vezetése, és hamarosan nyomást kezdtek gyakorolni minden létező hatalmukkal az űrügynökségre, hogy juttassanak fel a Holdra egy tudóst is. A nyomás eredményeként – politikai támogatással – a NASA utasította Deke Slaytont, hogy Harrison Schmitt geológus legyen benne az utolsó repülő legénységben, aki teljesítette is a kérést: kicserélte Joe Engle-t Jack Schmittre (Engle ment a Skylab-programba). Az ügy azonban nem volt ilyen egyszerű, Cernan is kifejtette a maga ellenvéleményét, amelynek nyomán felmerült, hogy ő sem repül, hanem Slayton „sort cserél”, és Schmitt mellé Gordont és Brandet jelöli, aztán mégis maradt a sima holdkomppilóta-csere. Így alakult ki a végleges repülő legénység: Gene Cernan parancsnok, Ron Evans parancsnoki pilóta és Jack Schmitt holdkomppilóta.
A repülő legénység mellett a tartalék legénység kijelölése sem volt lefutott ügy. A mindenképpen kifutó programban a következő tartalék jelölések, amelyek már nem eredményeztek hárommal később éles jelölést, nem voltak túl népszerűek, és inkább a korábbi legénységekből használt fel Slayton űrhajósokat. Így az Apollo–17 tartaléka eredetileg Dave Scott parancsnok, Al Worden parancsnok és Jim Irwin holdkomppilóta lett volna. Ám az Apollo–15 utáni emlékezetes bélyegaffér miatt ez a legénység nem repülhetett többé, olyannyira, hogy többen le is szereltek még a légierőtől is. Ilyen módon a tartalékokat is cserélni kellett. Slayton ezért John Younggal és Charlie Duke-kal (az Apollo–16 előző legénységéből), valamint Stu Roosával az (Apollo–14-ből) cserélte ki őket.
A kiválasztott legénységnek volt egy privilégiuma: a rádióhívójel és a legénységi jelvény kimunkálása. Az előbbihez az America nevet választották a parancsnoki űrhajónak és a Challenger nevet a holdkomphoz (az America név az egész programot lehetővé tevő amerikai népet szimbolizálta, a Challenger pedig a későbbi továbblépést, a jövőben várható kihívásokat jelképezte, amerre majd az USA űrprogramja vezet). Utóbbit egy művész, Robert McCall segítette, aki az űrhajósok ötleteit eggyé gyúrta. A jelvény karimáján látható a repülés jelölése, valamint a három űrhajós neve. A jelvény belsejében a domináns motívum Apollo napisten szobra, amely mögött kissé takarva egy stilizált sas – Amerika nemzeti jelképmadara – repül, szárnyain az amerikai zászló sávjaival, illetve három, a legénység tagjait jelképező csillaggal. A jelvény másik oldalán a Hold, a Szaturnusz és egy galaxis képe látható. A napisten tekintete és a sas repülési iránya is az űrbeli objektumok felé mutat. A sas szárnya félig lefedi a Holdat, azt jelképezve, hogy az már meghódított terület, és ahogy a napisten tekintete is és a sas is a távolabbi űrbeli objektumok felé néz, az a jövőbeli fejlődési irányt jelképezi. A jelvény domináns színei a piros, a fehér és a kék, az USA szimbólumai, az arany, amely az űrhajózás aranykorát hivatott jelképezni és a szürke, amely a Hold színe.

## A repülés

### Start és odaút

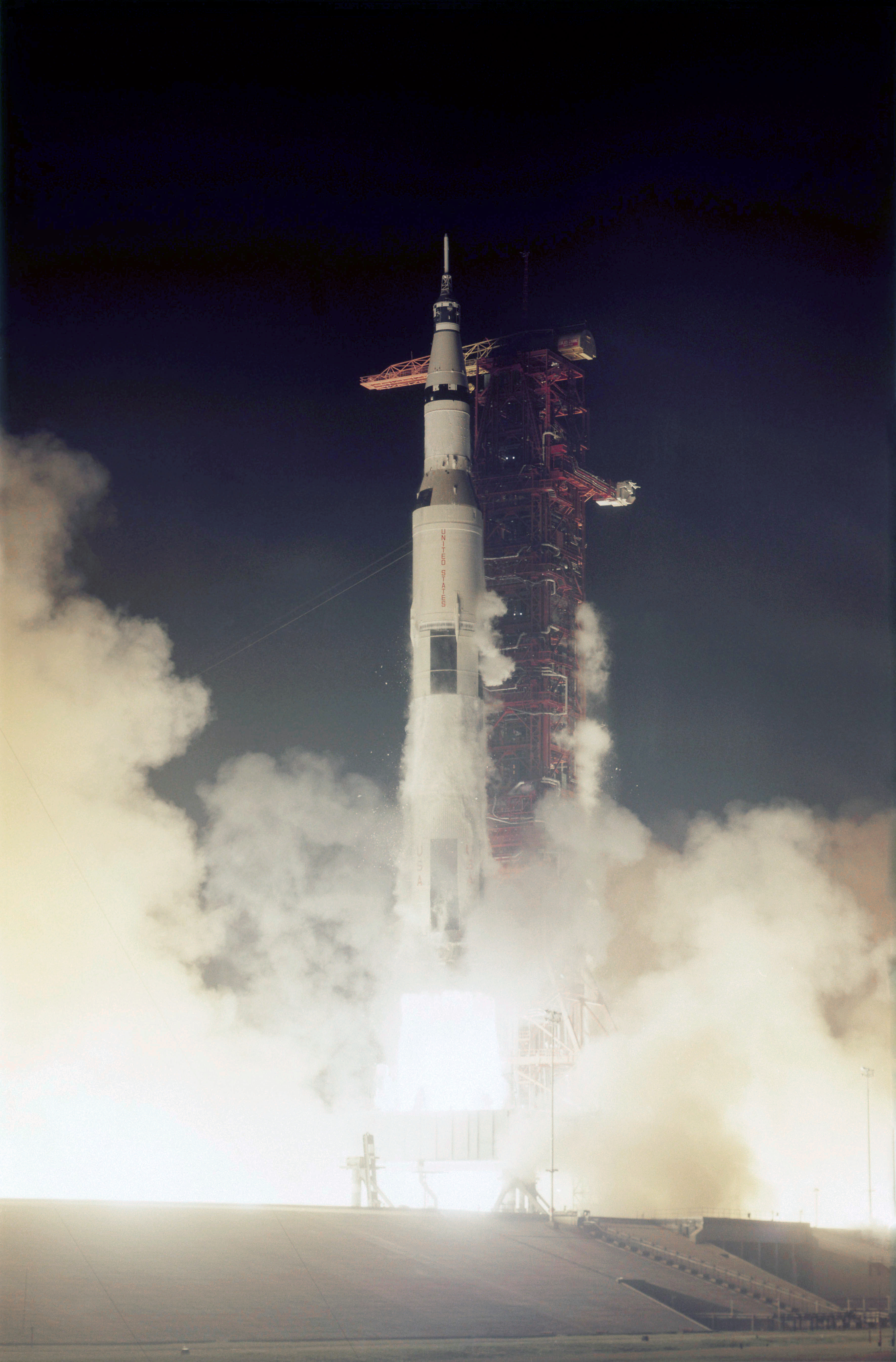
Az Apollo–17 éjszakai startja

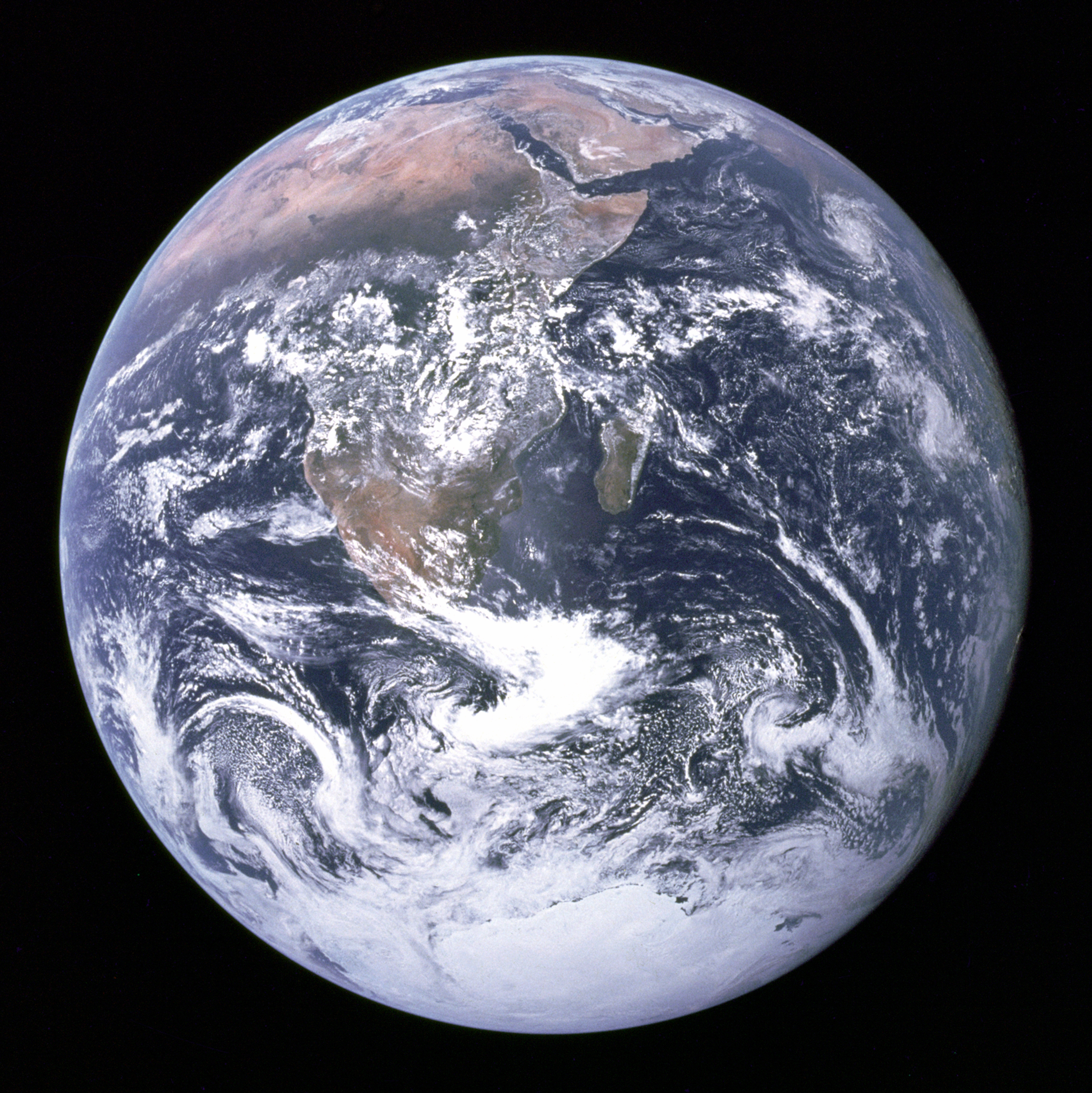
„Teleföld”

A NASA az utolsó repülésre változtatott a startprofilon, a korábbi, Csendes-óceán feletti holdirányú gyújtást felcserélték az Atlanti-óceán feletti indítással és másfél helyett két keringésig maradt földi parkolópályán az űrhajó. Ehhez az újdonsághoz még egy újítás tartozott, éjszakai startra volt hozzá szükség, az Apollo-program első és egyetlen éjszakai indítására. A látványosság és az utolsó repülés státusza miatt a közfigyelem rövid időre ismét a NASA felé fordult, így körülbelül 500 000 nézőt vonzott a Cape Canaveral környéki kilátóhelyekre a start, míg a VIP-lelátókra maga a NASA hívott meg számtalan illusztris vendéget, köztük például Charlie Smith-t, Amerika legidősebb emberét, egy 113 éves, színes bőrű aggastyánt, aki még rabszolgának született.
A startot eredetileg 1972. december 6. éjfél előttre tűzték ki, ám a startelőkészületek során egy 2 óra 40 perces startleállást kellett beiktatni egy kisebb hiba elhárítása miatt – egyben ez volt az egész Apollo-program egyetlen olyan hibája, amely késleltetett egy indítást. Ennek elhárultával és a startengedély irányítás általi újbóli megadása után az Apollo–17 másnap, helyi idő szerint 1972. december 7-én, 00:33:00-kor (05:33:00 UTC) indult útnak. A Saturn V éjszakai startjára jellemző, hogy a megfigyelők szerint a helyszínen nappali világosság támadt a hajtóművek beindulása nyomán, de még 800 kilométer távolságból is látni lehetett az ég alján egy vöröses derengést, mintha a Nap kelne fel éppen.
A start tökéletesen sikerült, a két keringés alatt végrehajtott rendszerellenőrzések is mindent rendben találtak. A startot 3 óra 13 perccel követően az űrhajósok ismét beindították az S-IVB egyetlen hajtóművét, és az Apollo–17 holdirányú pályára állt, amelyet az úgynevezett hibrid-transzfer pályán közelített meg. Erre a pályára való átállás a holdkomp retrakció manővere után került sor a repülés 3:42:27 órájában. Ezt követően eseménytelen út várt a legénységre egészen a Holdig. Ennek során először repültek úgy az űrhajósok a program történetében, hogy a Föld-Hold rendszerben olyan pozíciót foglaljanak el, hogy tökéletes „teleföldet” fotózzanak.

### Holdi leszállás

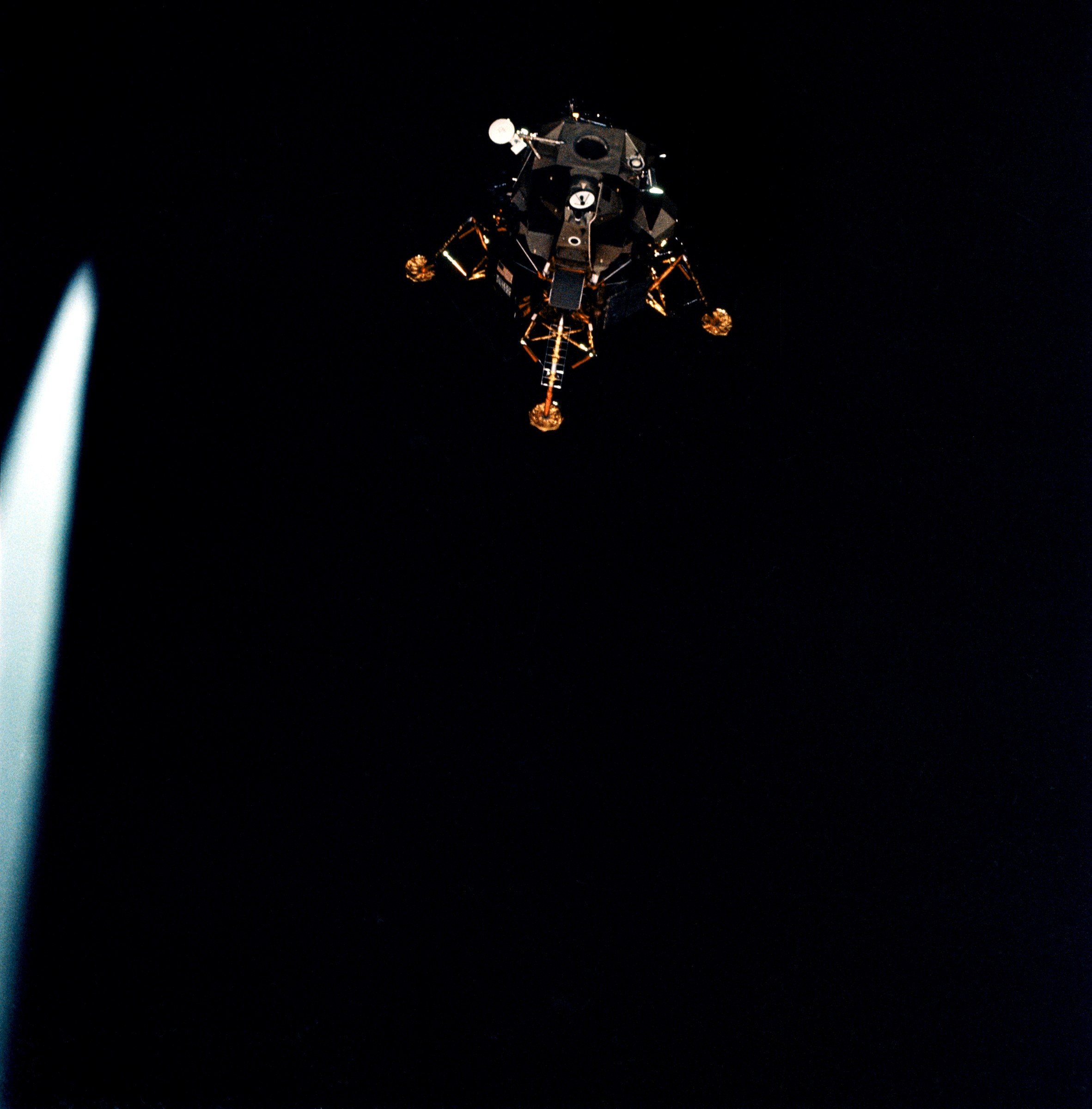
A Challenger holdkomp az America űrhajótól való szétválás után, a holdra szállás előtt

A repülés 88:54:22 órájánál jött el a Hold körüli pályára állás pillanata, az égitest „háta mögött”, rádiócsendben repülve. Ekkor indították be az America SPS hajtóművét, amely egy 6 perces fékezőmanőverrel 97,4 x 314,8 kilométeres ellipszis pályára állította az űrhajóegyüttest. Amint pályára állt az űrhajó, megindulhatott az a munka, amiért tudóst küldtek fel: Schmitt az ablakhoz ment, és szakszerűen leírta lent maradt kollégái számára, amit látott. Eközben az ütköző pályára vezényelt S-IVB becsapódott a holdfelszínbe, mindössze 155,6 kilométerre a tervezett leszállási ponttól és 339 kilométerre az Apollo–12, 157 kilométerre az Apollo–14, 1032 kilométerre az Apollo–15 és 850 kilométerre az Apollo–16 műszereinek felállítási pontjától, ahol mind a négy műszercsomag érzékelte a becsapódást. A harmadik keringésben tovább alakították a pályát, alkalmassá téve a leszálláshoz a holdkomp számára. A pálya holdközelpontja minden addiginál közelebb került a felszínhez (26,8 kilométer), és Schmittet elrángatni sem lehetett az ablaktól.
Az ötödik Hold körüli keringésben egy pihenési periódus kezdődött, amely a kilencedik keringésig tartott, akkor kezdődött az átköltözési és beöltözési procedúra Cernan és Schmitt számára. A leválás a tizenharmadik keringésben következett, amikor a holdkomp kormányhajtóműveinek (RCS) 3,4 másodperces működésével a két űrhajót távolabb vezérelték egymástól. A szétválás nagyjából a leszállási térség felett ment végbe, és az űrhajósok az ablakokon át megfigyelhették későbbi leszállási helyük nevezetesebb pontjait (amelyeket a korábban készült Apollo–15 fotókról már jól ismertek). Ekkor a parancsnoki egység elhátrált egy 3,8 másodperces SPS gyújtással és saját körpályára állt, hogy elnavigáljon a holdkomp útjából. Ekkor beindították a holdkomp leszálló hajtóművét, amely manőverrel a Challenger elindult a holdfelszín felé. Ekkor egy „üzemanyagszint alacsony” figyelmeztető lámpa gyulladt fel, ám ez téves riasztás volt (a leszálló radar még nem mért magasságot, így nem volt referenciaadat, hogy mennyi idő és magasság van hátra a talaj eléréséig, így a rendszer a távolságot tévesen végtelennek értékelte, így a jelzést nem vették figyelembe).
Előbb a holdkomp ablakai kifelé, a világűr felé néztek, majd Cernan fordított az űrhajón, és az alant elterülő tájat kezdték el látni, lassan azonosítva a közelítés során az egyes nevezetes tájékozódási pontokat (amely az irányítást is informálta, hogy jó helyen vannak). 3657 méteren jártak, amikor Cernan kezdte függőlegesbe állítani a holdkompot. Közben ellenőrizte a felszínt, nagyobb sziklák, mélyedések tűntek el alattuk, de a Camelot-kráter melletti folt, a leszállás kijelölt helye tisztának tűnt. 300 méteren Cernan megerősítette, hogy a leszállóhely megfelelő. Folyamatosan ereszkedve elérték a 3 méteres magasságot, amikor az egyik lábról lenyúló érzékelő jelezte, hogy elérte a talajt, amit a holdkomppilóta Kontakt fény! kiáltással adott Cernan tudtára. A parancsnok ekkor leállította hajtóművet, és a holdkomp lehuppant a holdporba. 1972. december 11. 19:54:58 (UTC) volt, amikor a Challenger leszállt a Taurus-Littrow-völgyben. Schmitt így összegezte a leszállás élményét: …Gene úgy szállt le a holdkomppal, mintha ez egy teljesen hétköznapi dolog lenne…

### Első holdséta

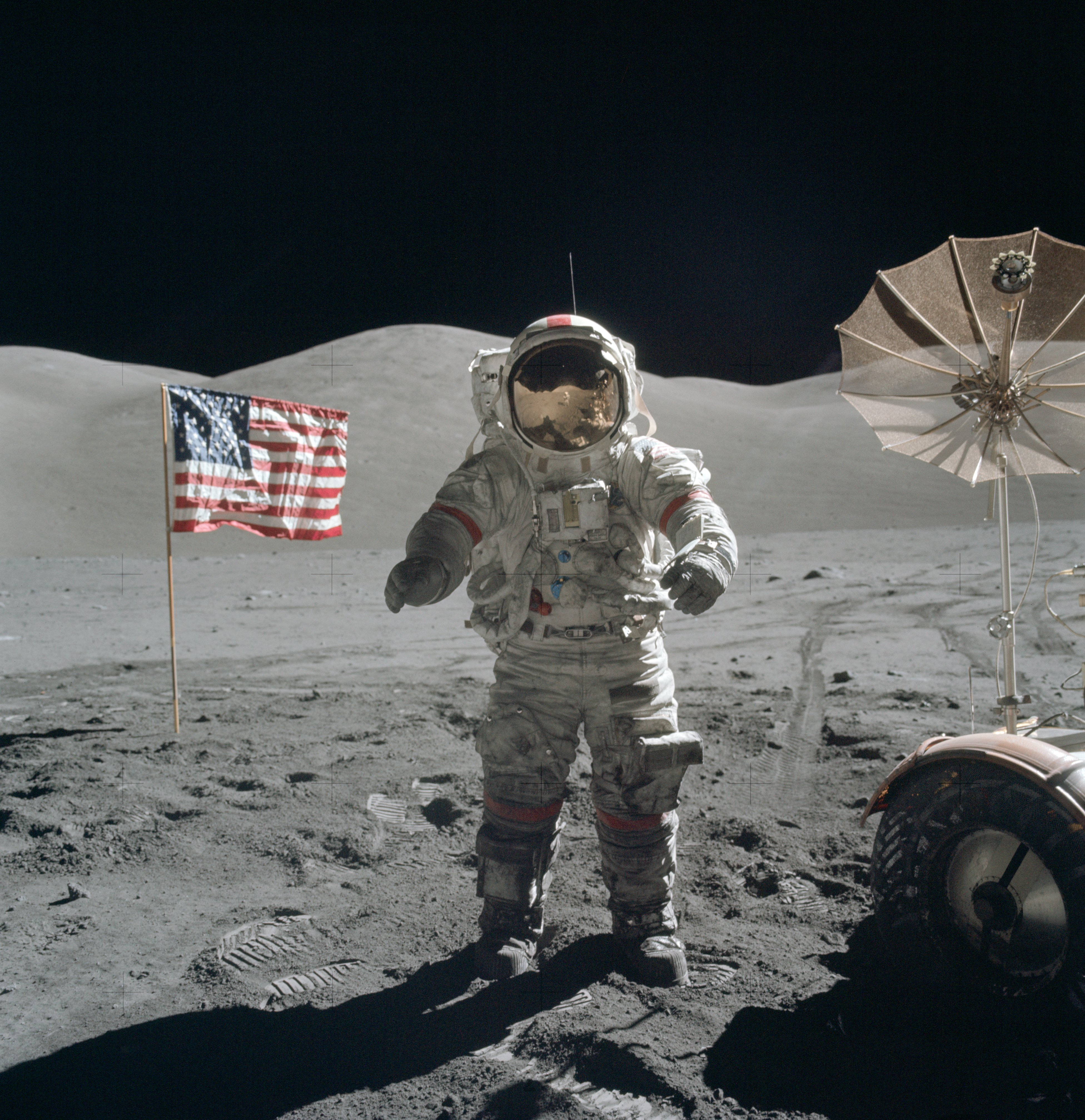
Gene Cernan a holdfelszínen a zászlóval

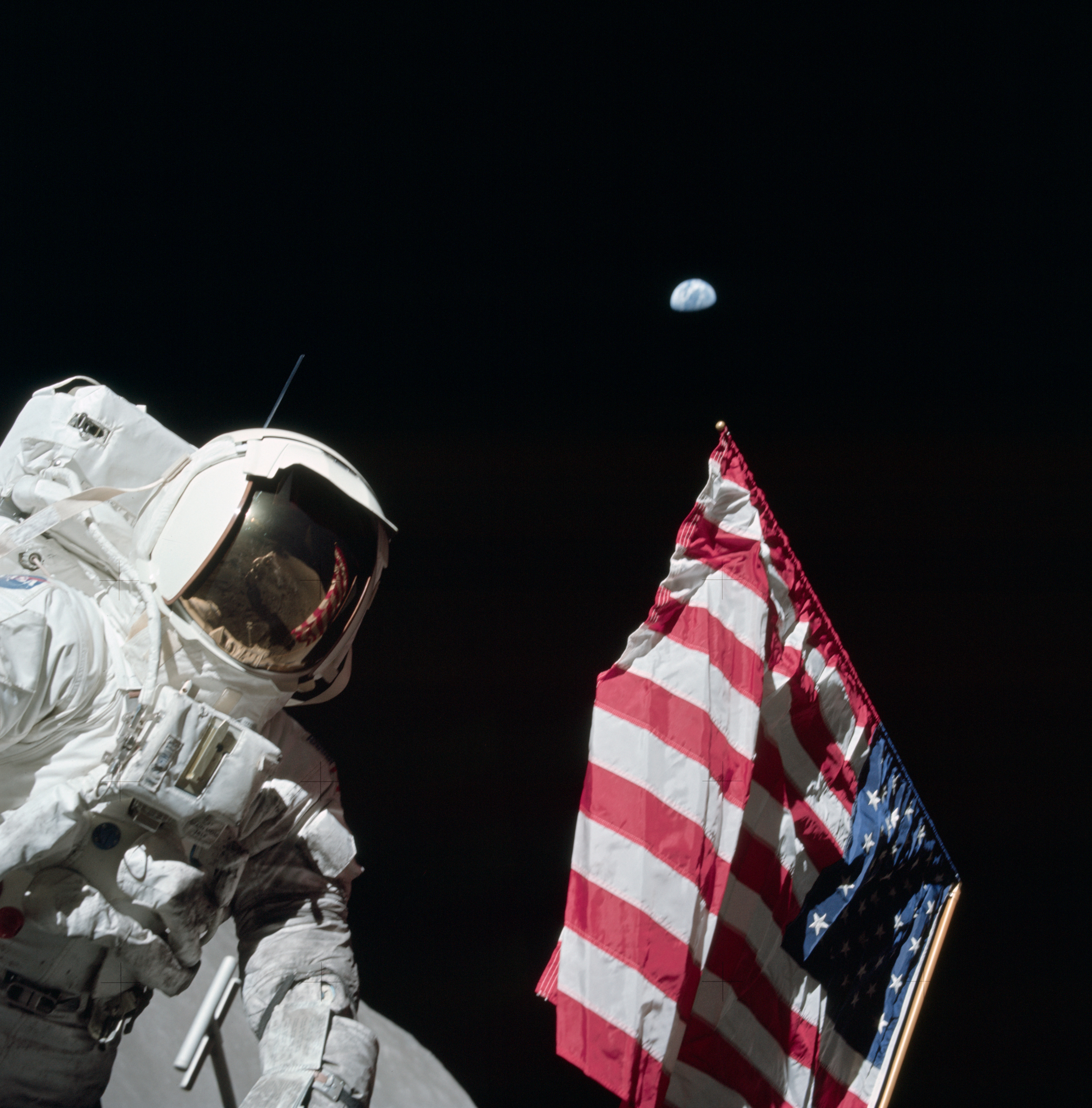
Jack Schmitt a zászlóval, háttérben a Föld

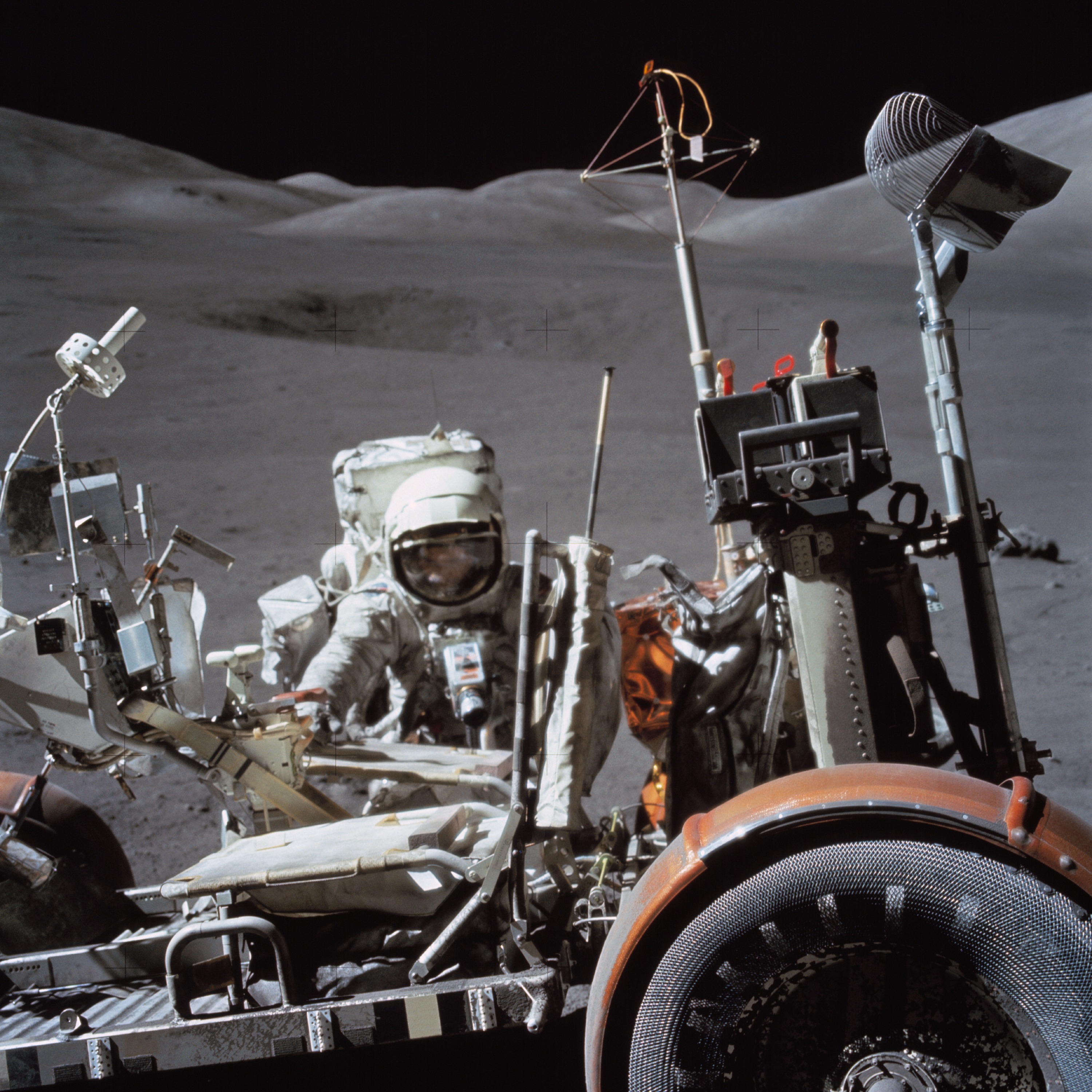
A felszerelt rover

Az űrhajósok a leszállás után rögtön elkezdték az első holdsétájuk előkészítését, és mindössze 4 órával a leérkezés után Cernan kimászott a kabinból, hogy kilépjen a holdfelszínre. A parancsnok első szavai inkább a program közelgő lezárására utaltak: Houston, amint lelépek a Taurus-Littrow felszínére, az Apollo-17 első lépését azoknak ajánlom, akik ezt lehetővé tették. Pár perccel később Schmitt is követte a parancsnokot a holdfelszínre, és közösen nekikezdtek az első feladatnak, a holdjáró talpra állításának, majd a mérőberendezések kicsomagolásának és felpakolásának a roverre. Az űrhajósok elvégezték ezt a feladatot, ám Cernan a munka közben bosszantó hibát vétett: ráejtette a geológiai kalapácsát a holdjáró sárvédőjére, amely letört. A hiba problémásnak látszott, mivel már volt róla tapasztalat az Apollo–16-ról, hogy ha elvész a holdjáró sárvédője és a kerék akadálytalanul felveri a port, akkor mind az űrhajósok ruháján, mind a rover alkatrészein sötét porbevonat keletkezik. Ez a bevonat könnyen elnyeli a napfényt, amelytől az alatta levő felszín jobban felmelegszik, és az űrhajósok ruhájának hűtése fokozottabb igénybevételnek lesz kitéve, míg a rover egyes alrendszerei túlmelegedhetnek. Ezért a sárvédő pótlására megoldást kellett találni. Az irányítás a térkép kemény felső lapjából és a magukkal vitt ragasztószalagból tákoltatott Cernannel megoldást. Ám a ragasztószalag ragadós felületét nem sikerült kellőképpen távol tartani a holdportól, így az nem tapadt megfelelően, és az ideiglenes sárvédőt valamikor menet közben el is hagyták az űrhajósok.
A kirakodás utáni első teendő egy rövid próbaút volt a roverrel még felszereletlenül (kamera, rakodórekeszek, kommunikációs eszközök nélkül). A próbautat követte a rover felszerelése az előzőekben még elhagyott eszközökkel. Ezek legfontosabbika a kamera volt, amelyet a Földről egy operátor – Ed Fendell – távirányítással tudott a kívánt célpontra irányítani. Az űrhajósok dolga annyi volt (innentől az összes megállásukon), hogy a roverre szerelt ernyőszerű antenna tányérját a Földre irányítsák (a tévéfelvételek csak álló rover mellett voltak lehetségesek, haladás közben az antenna nem nézett mindig a Föld felé és a jel elveszett). Amint a kamerát felszerelték, az irányítás azonnal egy tesztet végzett a tévéadással.
A harmadik fontos művelet az amerikai zászló szimbolikus felállítása volt. Cernan parancsnoknak jutott a megtisztelő feladat, hogy leszúrja a zászlót a Taurus-Littrow leszállóhelyen, majd az első tisztelgő fotók alanya legyen. Legutolsó holdkomp körüli ténykedésük során felállították a holdkomp lábánál a kozmikus sugárzás detektort.
Majd a páros első érdemi feladata hagyományosan az ALSEP felállítása volt. Az ALSEP öt műszert tartalmazott:
- hőáramlásmérés: ennek keretében az égitest belsejéből származó, a felszín felé áramló hőt mérték, amellyel a tektonizmus nyomait lehetett érzékelni. Ehhez 1,6-2,3 méter mély lyukakat kellett fúrni, amelyekbe szondákat eresztettek le (a méréseket hosszú ideig kellett folytatni, mivel a holdi nappal és éjszaka folyamán a megvilágítás miatt is változott a regolit hőmérséklete). Az Apollo–17 esetében 16 milliwatt/négyzetméter volt a mért hőmennyiség, azaz összehasonlításul egy 60 wattos villanykörte energiaszükségletét a Holdon egy 60*60 méteres talaj tudná kielégíteni. A holdi hőáramlás mértéke kb. 18-24 százaléka a földiének.[32]
- aktív holdi rengésmérés: az Apollo–14-en is utazó műszert újból bevetették, amellyel a holdkéreg felső 1 kilométerének részletes struktúráját próbálták meghatározni a szakemberek. A berendezés kis robbanó tölteteken alapult, amelyeket távirányítással lehetett működésbe hozni, és az általuk keltett, majd a holdkéreg rétegeiről visszaverődő lökéshullámokat érzékelte egy berendezés. Az űrhajósok az ALSEP helyén csak a központi érzékelőt állították fel, a robbanótölteteket a három EVA során 8 helyre helyezték ki, a legtávolabbi 3,5 kilométerre volt az érzékelőtől. A mérések azt mutatták, hogy a rengéshullámok terjedési sebessége 0,1-0,3 km/s a kéreg felső pár száz méterében, amely sokkal lassabb, mint a Föld jóval intaktabb kőzeteiben, egyben tökéletesen illik a Hold meteorbecsapódások tördelte, főként breccsákból álló kőzettakarójához.[33]
- holdi atmoszféra összetételének mérése: a Holdnak is létezik atmoszférája, ám az meglehetősen ritka és ideiglenes egyben (a Hold gyenge gravitációja nem tudja megtartani még a kis tömegű gázatomokat – például héliumot – sem, elég a napszél, hogy az atomok elszökjenek az űrbe). Az atmoszféra forrásai az ideiglenesen befogott napszél részecskéi, valamint a folyamatos meteorbombázás által a felszín kőzeteiből felszabaduló gázok. A mérések alapján a három fő gáz, amely felépíti a gyenge holdi atmoszférát, a hidrogén, a hélium és a neon.[34]
- holdi anyagkivetődés- és meteoritérzékelés: a Holdat folyamatosan érik apró meteoritbecsapódások, illetve a nagyobb becsapódások másodlagos hatásai az anyagkivetődések visszahullása által is elérik a felszínt kisebb-nagyobb kövek, por, ezeket volt hivatott mérni az eszköz, amely három különálló, alternatív irányokba néző fémlapból állt. Bár a tudósok azt várták, hogy különböző forrásokból mérhetik a becsapódások irányát és sebességét, a műszernek mindössze azt sikerült felfedeznie, hogy a holdpor részecskéi lassan, de folyamatosan vándorolnak a felszínen.[35]
- graviméter: a műszerrel a holdi gravitáció időbeli változásait szerették volna mérni, valamint az Einstein által megjósolt gravitációs hullámokat.[36]

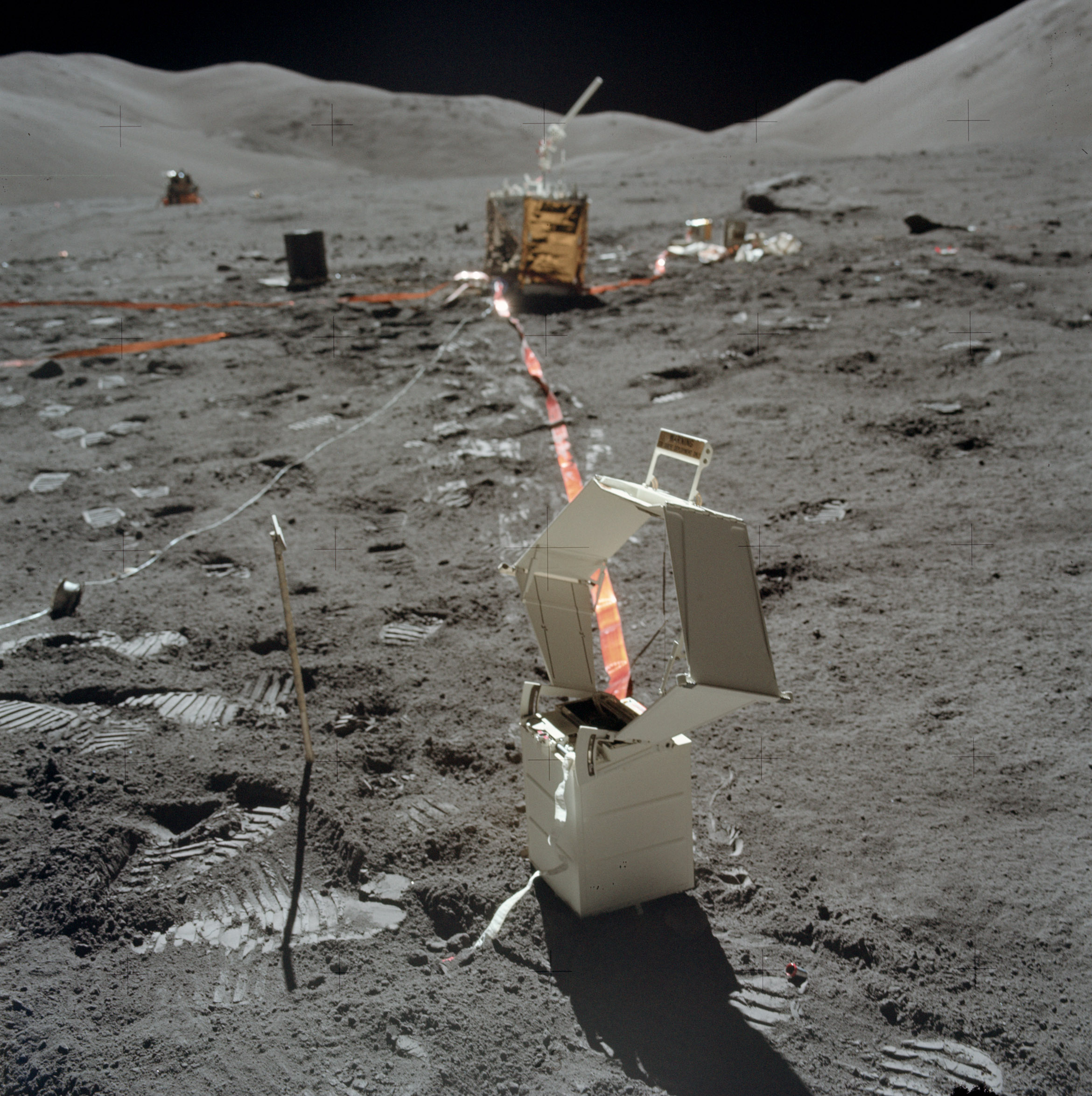
A fix telepítésű holdi graviméter, háttérben a központi egységgel
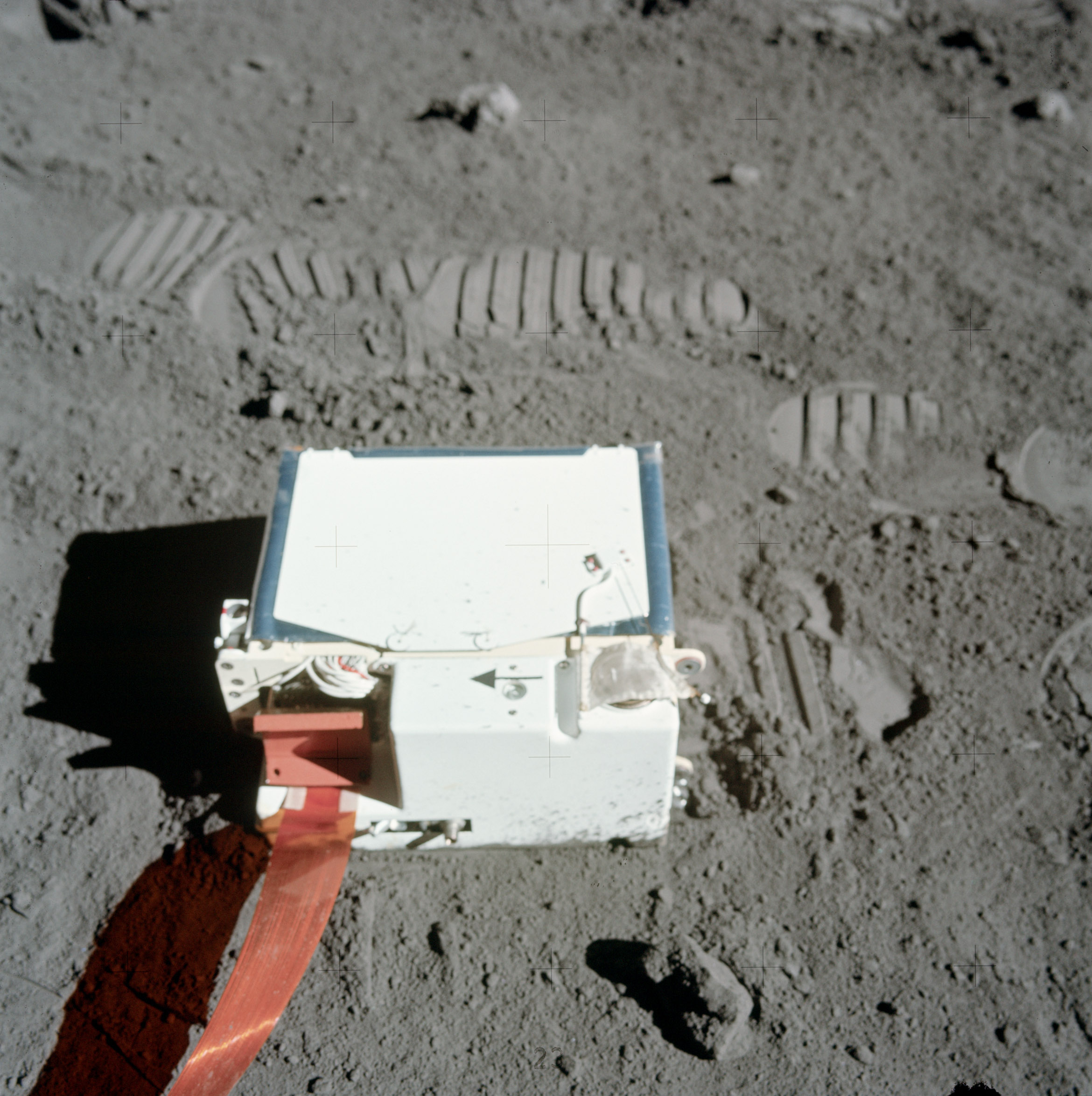
A holdlégkör összetételét mérő berendezés
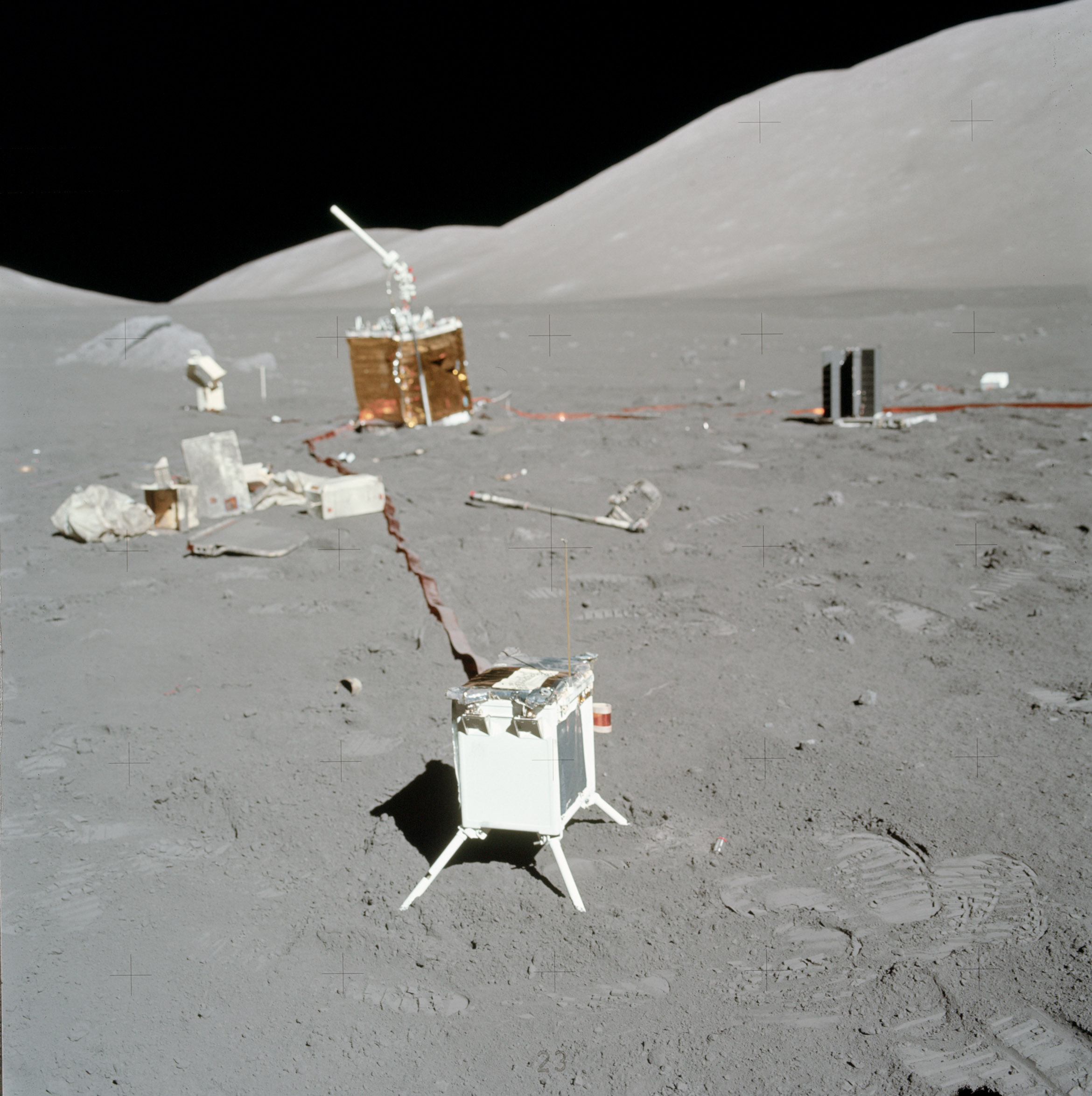
A holdi anyagkivetődés- és meteoritérzékelő
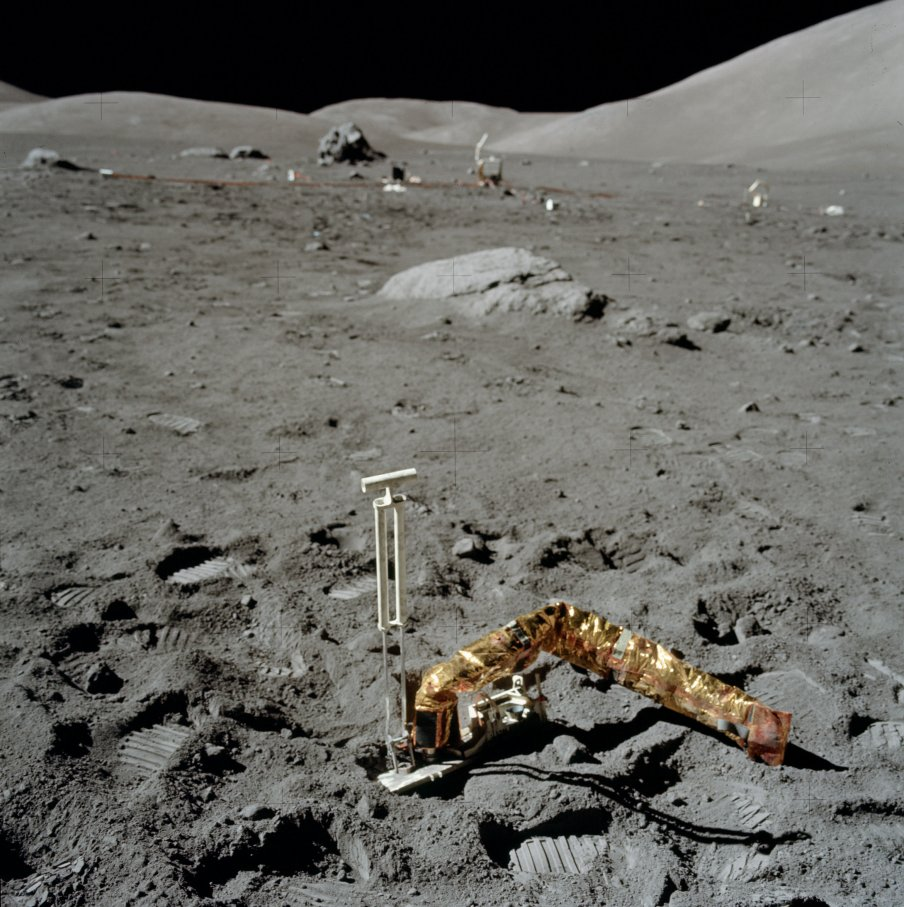
A neutronszonda
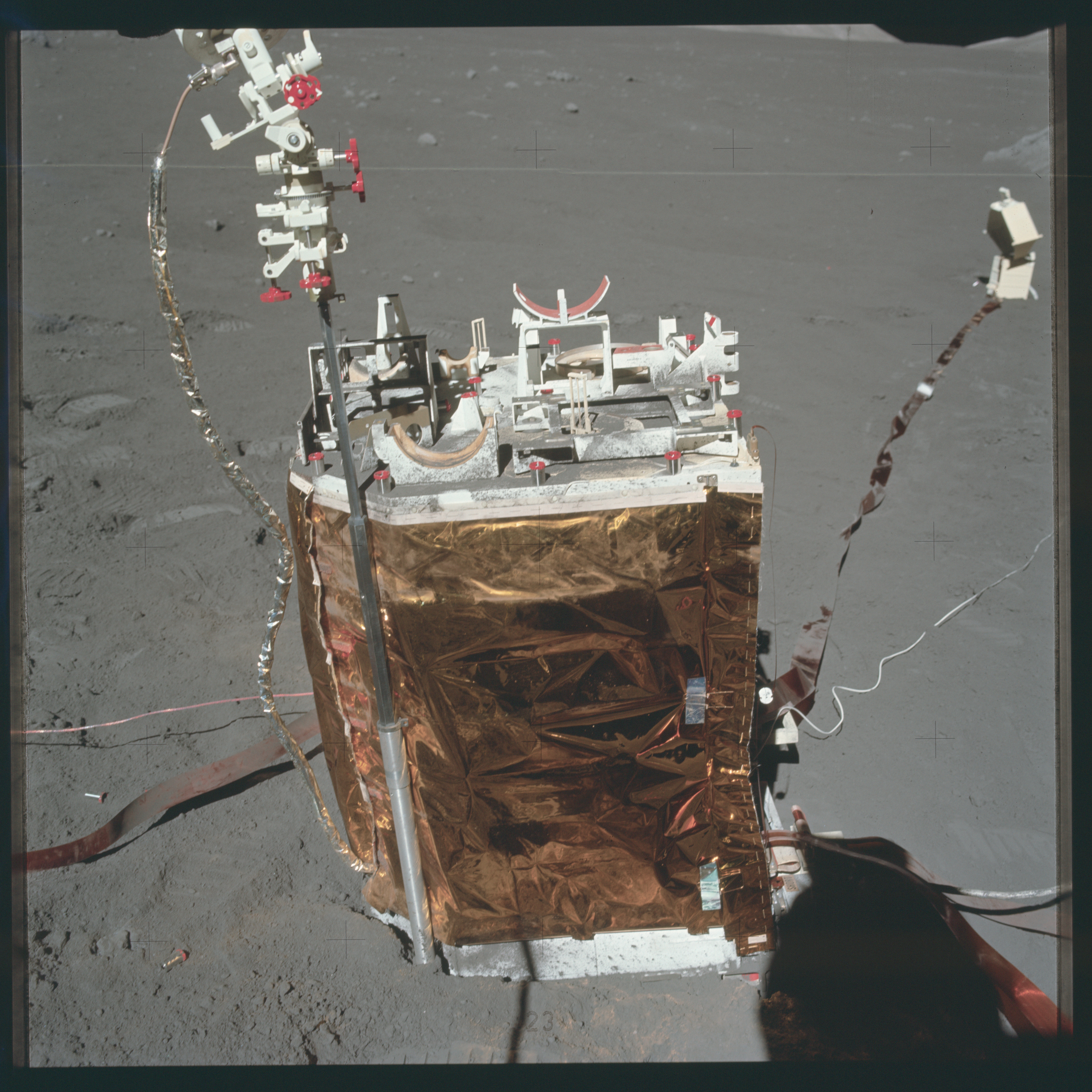
A központi egység
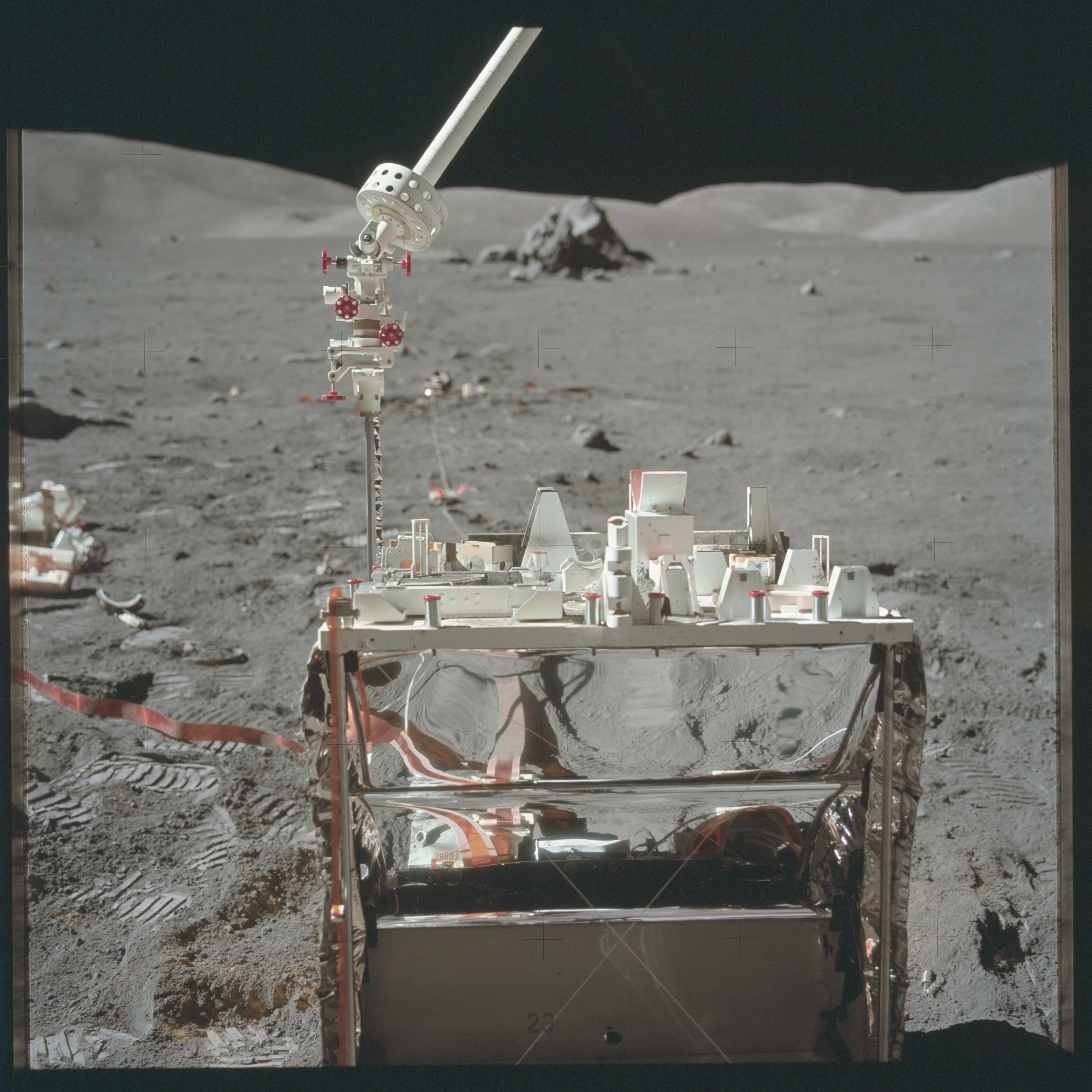
A graviméter

Tudományos mérőműszereket tekintve az Apollo–17 volt a leggazdagabban felszerelt repülés, amely a fenti, fix telepítésű és hosszútávú (az űrhajó startja után is adatokat szolgáltató) műszerek mellett vitt magával még mobil, illetve csak az űrhajósok ott tartózkodása alatt mérő műszereket, mint:
- mobil graviméter: míg a fix telepítésű változat a gravitáció időbeli változatát figyelte, addig a mobil eszköz a térbeli változást. Az űrhajósok magukkal vitték és különböző állomásokon mérték a helyi holdi nehézségi gyorsulást, így képet kaphattak a gravitációs mező lokális anomáliáiról.[37]
- holdi neutronszonda: a becsapódások az egészen mikroszkopikustól a nagyobbakig folyamatosan felforgatják a talaj felső rétegeit és összekeverik – hasonlóan a földművelésben használatos szántáshoz. Az Apollo–17 ennek a talajforgatási folyamatnak a sebességét, arányát volt hivatott mérni a kísérlet által. A megfigyelések alapja az volt, hogy a kozmikus sugárzás protonjai, amikor elérik a talaj atomjait és azon belül a protonokat, néha egy-egy neutron szabadul fel az ütközésnél, és ilyenkor radioaktív izotópok is keletkeznek. Ezen izotópok mérésével lehet következtetni a talaj keveredési folyamatának sebességére. Az eszközt az űrhajósok az első holdsétán helyezték ki és a harmadikon szedték össze, hogy elemzésre hazavigyék a Földre.[38]
- holdfelszín elektromos tulajdonságainak mérése: ez a holdfelszín nedvességtartalmát mérte. A műszer egyik mérőegysége a holdkomp lábain volt, a másik a roveren. Az űrhajósok holdi barangolásiak során az egyes megállásaikon elektromos impulzust közöltek a talajjal, amelyet a holdkomp vevőegysége érzékelt. A mérések azt mutatták, hogy a talaj felső 2 kilométeres rétege rendkívül száraz.[39]
- kozmikussugárzás-detektor: a detektor a holdkomp lábaira szerelt fémfólia volt, amely a Napból, vagy más kozmikus forrásból származó nagy energiájú részecskék becsapódásait volt hivatott mérni (a Holdon a légkör, illetve a mágneses mező hiánya miatt ezek akadálytalanul érik el a felszínt). Amikor a sugárzás részecskéi elérték az érzékelő felszínét, mikroszkopikus nyomokat hagytak rajta. Az érzékelő az első holdsétától a harmadikig volt kinn a holdkomp lábára szerelve, majd az űrhajósok visszahozták a Földre.[40]
- talajmechanikai vizsgálatok: ezen mérések során az űrhajósok lényegében árkokat, vagy kisebb-nagyobb lyukakat ástak a talajba és vizsgálták annak mechanikai tulajdonságait (mikor omlik be az árok oldala, vagy megcsúszik-e a talaj rajtuk, stb.). A vizsgálatok azt mutatták, hogy a holdi talaj rendkívül finom szemcséjű, a legtöbb porrészecske kisebb, mint 0,1 milliméter. Egyes porrészecskék elektrosztatikusan töltöttek és könnyen hozzátapad bizonyos felületekhez, például az űrruhához.[41]

Geológiai kutatóút
Az első holdsétát, különösen annak műszerkihelyezési részét számos probléma nehezítette. A gravitációs hullámok kimutatására használt graviméter konstrukciós hibája miatt mit sem értek a mérések (igaz ez csak később, a Földön derült ki), az elektromos vezetőképességet mérő SEP-műszer pedig egy leesett porvédő miatt ment tönkre, míg az ALSEP központi egységét csak hosszas küszködés után lehetett életre kelteni. A fúrásokkal is baj volt. Cernan mélymintákat vett a terv szerint, ám a mintavevő csövek beszorultak, akárcsak Scottéknál a Hadley Appenninek leszállóhelyen. Cernan kétségbeesésében térdelve küzdött a mintavevő kihúzásával, amikor az irányítás mellé rendelte Schmittet segíteni. A két űrhajós együttes erővel próbálta kihúzni a beszorult mélymintavevő csöveket, Schmitt meg is húzta a vállát az erőlködésben. A rengeteg probléma hihetetlenül hosszúra nyújtotta az ALSEP-pel kapcsolatos tevékenységeket (az egész Apollo-program során semelyik páros sem végzett ilyen lassan), és Schmitt kétségbeesésére nem maradt idő másra az első holdsétán.
1-es állomás – Steno-kráter
Az ALSEP-nél elvesztegetett idő miatt az első geológiai kutatóútra jóval kevesebb idő maradt, mint az az eredeti tervekben szerepelt. Eredetileg a 2,4 kilométerre levő Emory-kráterhez kellett volna eljutniuk az űrhajósoknak, de az időveszteség miatt csak az egy kilométerrel közelebb eső Steno-krátert célozták meg (a kráter egy 17. századi dán tudós, Nicolaus Steno után kapta a nevét). Hamar kialakult a munkamegosztás, mivel Cernannak nehéz volt a vezetésre koncentrálnia, közben az irányítással kommunikált, ezért az utóbbit jobbára Schmitt vette át. A vezetés nem volt egyszerű: a rovert mindössze 10 km/h sebességgel hajtották előre, de a felszín sziklái és gödrei miatt ez is hajmeresztőnek tűnt. Ekkor veszítették el az ideiglenesen felszerelt lökhárítót, és innentől a saját maguk által felvert por is nehezítette a látást. Menet közben megálltak az első talaj-elektromos mérésre is. A 610 méteres Steno-kráter közelében, egy kisebb kráter peremén álltak meg, ahol mintákat vettek, fotókat készítettek, majd elindultak visszafelé a holdkomphoz. Útközben megálltak egyszer az aktív szeizmikus mérésekhez kihelyezni egy robbanótöltetet, majd még egy újabb talaj-elektromos mérést végeztek. Schmitt csalódásként élte meg, hogy csak ilyen rövid idő jutott a tudományos kutatómunkára. A holdkompba való visszatérésük előtt még kefével lesöpörték a holdport magukról, majd egymás után visszaszálltak a Challengerbe.

### Második holdséta

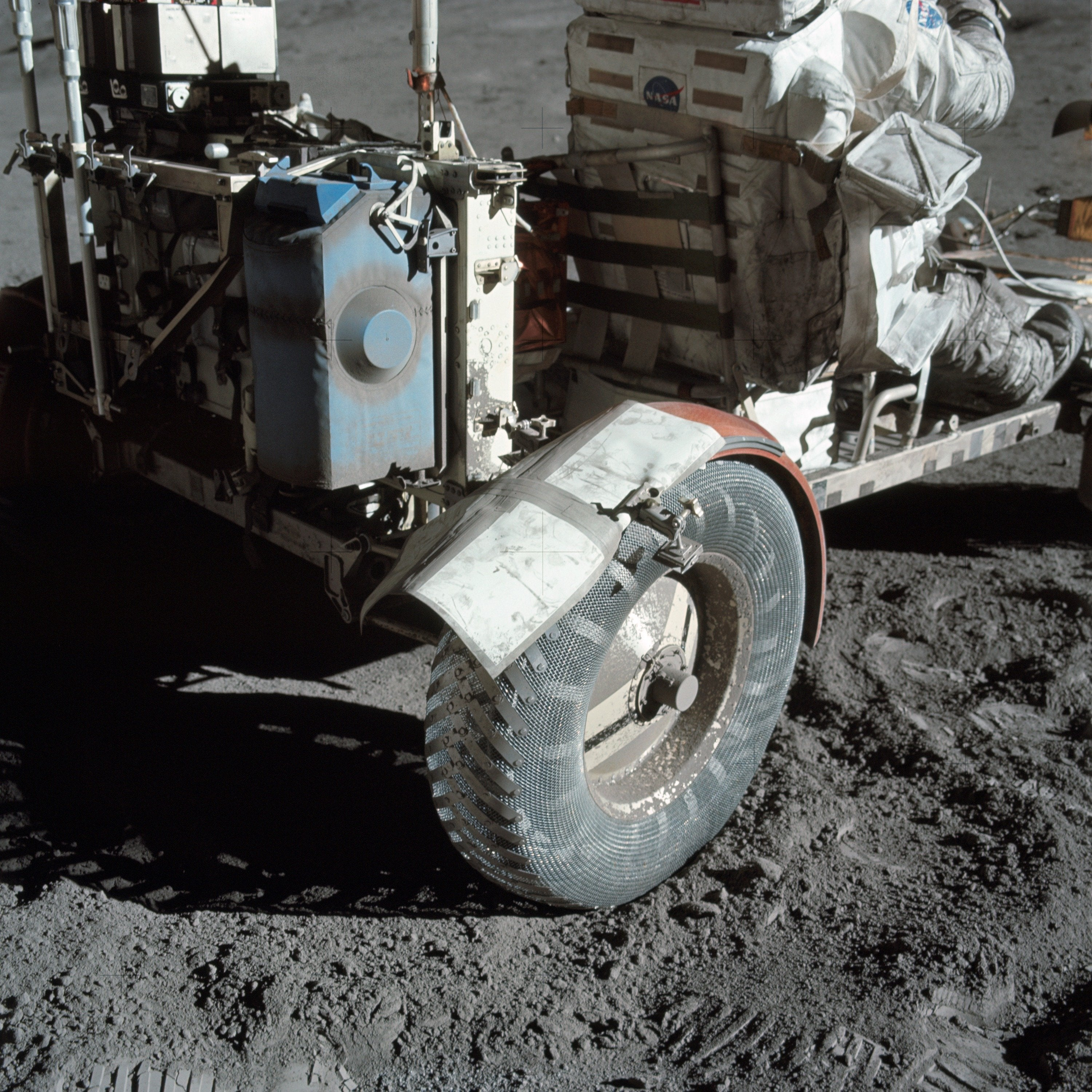
A sárvédő ideiglenes javítása a holdjárón

Az első kiszállás után a legénység aludni tért, a holdkompban X alakban kifeszítettek két függőágyat, amelyekben Schmitt alul, Cernan felül aludt, előbbi mélyen, utóbbi kissé nehezebben a kabin pumpáinak és ventilátorainak folyamatos zajában. Nyolc óra múlva Gordon Fullerton CapCom a Valkűrök lovaglását játszotta be a rádióba Wagnertől mint ébresztőt. Ezután rövid reggeli következett, majd a felkészülés a második holdsétára, központi feladatként kezelve a holdjáró letört sárvédőjének javítását. A második EVA az ébredés után 3:40 perccel indult az ajtó kinyitásával. Érdekes tapasztalat volt, ahogy az űrhajósok megfigyelték, mennyire változott a hozzáállásuk az első és a második kiszállás között: az első alkalom izgalmakkal, adrenalinnal teli álomvilág volt, míg a másodikra az izgalom lenyugodott és átadta a helyét a tettvágynak.
Az első teendő az irányítás tanácsai szerint előkészített második sárvédő felszerelése volt. Ismét kemény kartonlapokat használtak, ám ezúttal erős kapcsokkal (a kapcsok az egyik teleszkópos lámpa szétszereléséből, kannibalizálásából származtak) rögzítették azokat a bizonytalan ragasztószalag helyett. Ezután Schmitt felkapta a talajelektromosság-érzékelőt és gyalog elment vele úgy 140 méterre egy mérésre, Cernan kicsit később követte őt a roverrel. Ezután elindultak az első geológiai felfedezőútra a távolabbi célpontok felé.
2-es állomás – Nansen-kráter: 

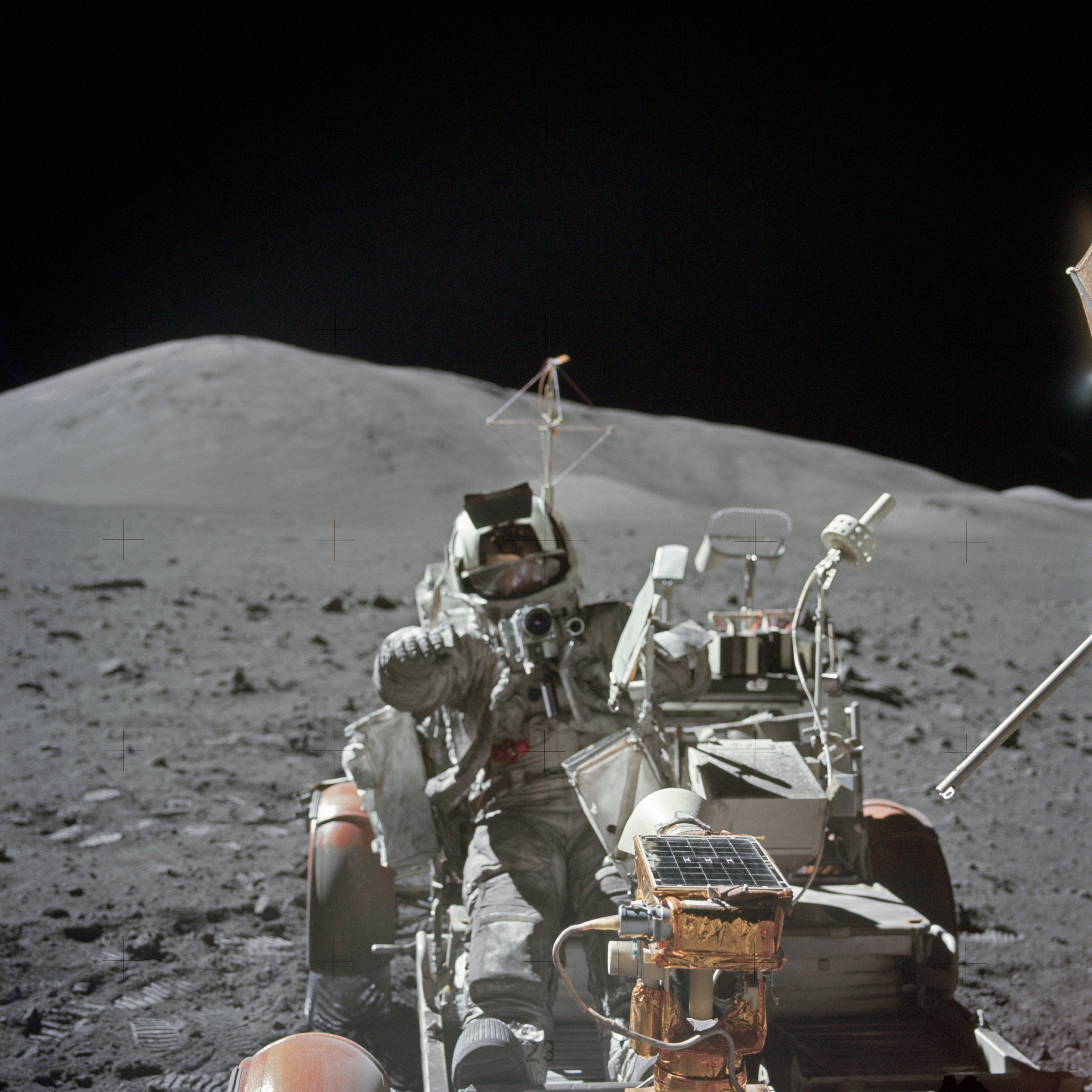
Harrison „Jack” Schmitt a roveren

Az első megálló a holdkomptól körülbelül 8 kilométerre fekvő Nansen-kráter volt. Útközben három helyen is megálltak, hogy Schmitt kihelyezze az aktív szeizmométer működéséhez szükséges robbanótölteteket. A terep különösen nehézzé tette a vezetést, későbbi elemzések ezt a szakaszt nyilvánították a legnehezebb terepnek az egész Apollo–program során. Schmitt az egész úton fényképeket készített az ülésből. Elhagyták a Camelot-krátert – amelyet majd a visszaúton akartak megvizsgálni –, majd a Horatio-krátert, amelyen látványos rétegződések voltak megfigyelhetők a kráterfalakon. Aztán átvágtak a Tortilla-síkságon és a völgyet övező South Massif-hegység egyre inkább kezdte kitölteni a látómezejüket. A hegy oldalán jól látható volt egy földcsuszamlás nyoma, amely értékessé tette ezt a kutatási helyet.
A Nansen-kráter (amelyet Fridtjof Nansenről, a híres norvég sarkkutatóról neveztek el) egy öreg kráter volt, inkább csak bemélyedés a hegység lábánál, amelyet a hegyoldalról lecsúszó regolit félig eltemetett. A Nansen-kráternél a nagyobb sziklák keltették fel Schmitt geológusi érdeklődését, amelyek láthatóan a hegyoldalból gördültek le. Egyik-másik sziklát fel is fordították, és alóla vettek mintát a talajból. A minták kivétel nélkül ősrégi breccsák voltak, az egyikük például 4,6 milliárd éves, az Apollo–program során talált kőzetek közül az egyik legidősebb. A mintavétel mellett panorámafotók és dokumentált mintavételek is készültek (ezek során sorszámozott zsákokba tették a mintát és előtte-utána fotók is készültek a mintavételről, illetve annak pontos helyéről), továbbá graviméteres és talaj-elektromos méréseket is végeztek.
2A állomás – útközben:
A Nansen utáni megálló egy nagyon rövid állomás volt, mindössze 12 percet töltöttek ott az űrhajósok. A különösebb jellegzetesség nélküli megállás célja az volt, hogy egy kicsit távolodjanak el a South Massif-hegység tömbjétől, és a síkságon is mérjenek egyet a graviméterrel, mert a szakemberek kíváncsiak voltak arra, mennyiben befolyásolja a helyi gravitációt a hegység tömbje. Így 600 méterre távolodtak a hegység tövénél ülő Nansen-krátertől, majd mértek egyet a graviméterrel, és még néhány kőzetmintát is begyűjtöttek.
3-as állomás – Lara-kráter (és Balett-kráter)
A következő megállóhely már a visszaúton a Lara-kráter, egy 500 méter széles becsapódásnyom volt a völgy alján (és amelyet Schmitt nevezett el a Dr. Zsivágó musical egyik karakteréről). Cernan 50 méterre parkolta le a rovert a kráter peremétől, majd az irányítás úgy döntött, hogy szétválasztja az űrhajósokat időtakarékossági okokból. Cernannek kellett vennie egy mélymintát, és mérnie egyet a graviméterrel, Schmittnek pedig panorámafotók és a felszíni mintavételek jutottak (rögtön ki is derült, hogy az időtakarékossági célt nem érték el, mivel az űrhajósok az együtt végzett munkát könnyűnek, míg az egyedül végzettet nehéznek és lassúnak találták). Cernan könnyedén teljesítette a mélymintavételt, majd amikor felfedezte, hogy a minta alján ép világos kavicsok vannak a sötét regolitban, diadalmasan mutatta meg a cső alját a kamerának, hogy a tudósok is ámuljanak. Eközben Schmitt úgy döntött, hogy a kőzetmintáit egy közeli, kisebb kráter pereméről gyűjti be, és elsietett a célponthoz, azonban a mozgás nem sikerült a legjobban, és futás közben Schmitt orra esett (komikusan próbálva megtartani előbb az egyensúlyát). Az irányítás, oldandó az egyébként komoly vészhelyzetet, tréfával próbálta elütni a dolgot: „…Jack, bejött egy hívás ide a központba a Houstoni Balett Alapítványtól, hogy igényt tartanának a szolgálataidra a jövő évadra…”. Miután jót nevettek a tréfán, a Schmitt által elérni kívánt névtelen krátert elnevezték Balett-kráternek.
4-es állomás – Shorty-kráter

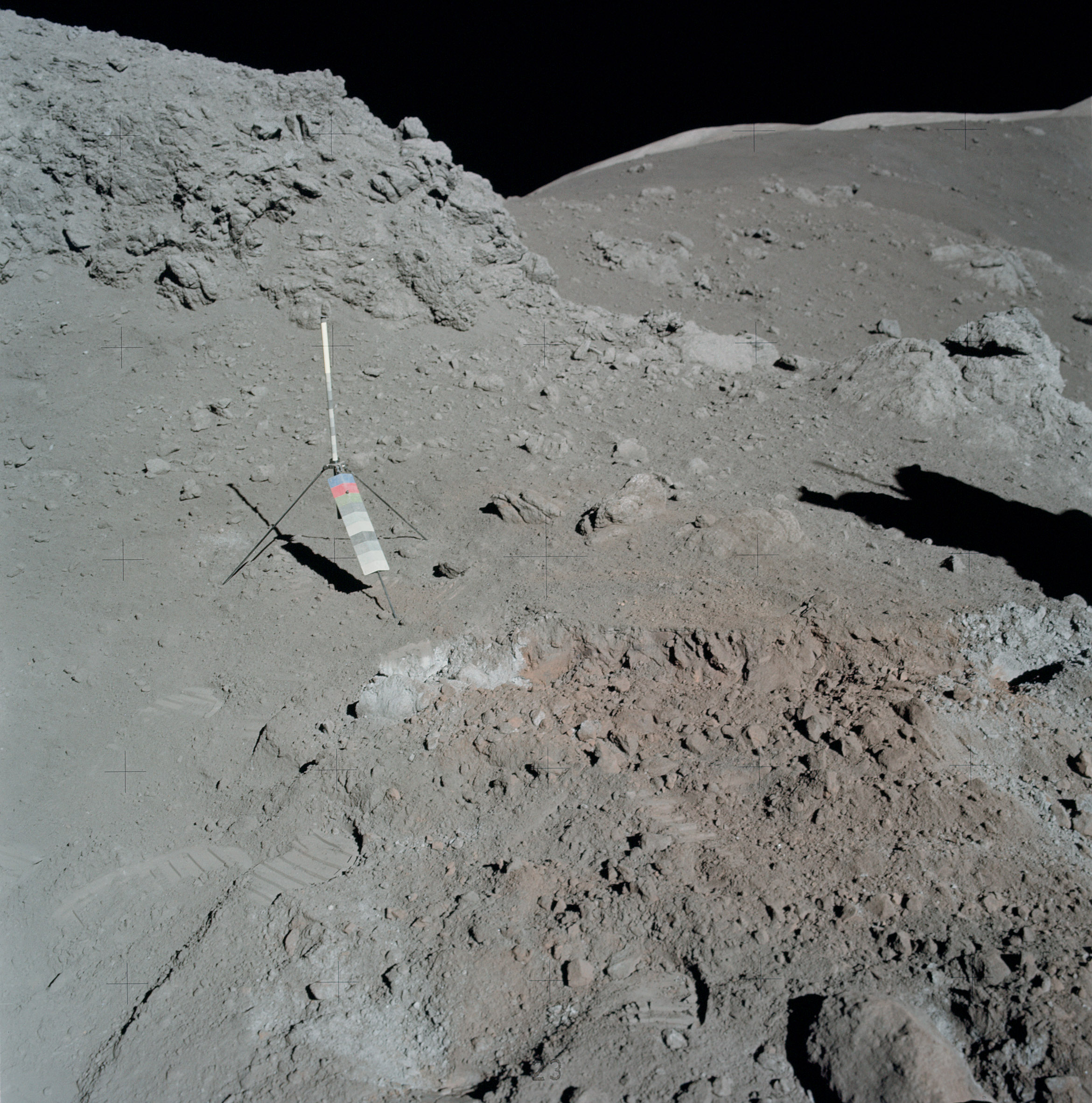
A narancsszínű talaj

A Lara-krátert elhagyva 2,6 kilométert kellett megtenniük a Shorty-kráterig (Richard Brautigan Pisztrángfogás Amerikában című regényének egyik szereplőjére utal). Itt elértek a völgy közepére, ahonnan kiválóan megfigyelhetők voltak a hegyoldalak, rajtuk a legördülő kövek szántotta barázdákkal. Így pillantottak meg egy nagyobb, 3 méteres sziklát, amelyet Schmitt vizsgálatra érdemesnek látott. Hamar megálltak, és röviden felmérték a sziklát. Menet közben többször is megálltak mintákat venni, de ezt új formában tették: nem szálltak le a roverről, hanem egy hosszú nyelű mintavevő bottal az ülésből lenyúlva szedték össze a kívánatos köveket. A Shorty egy 110 méter átmérőjű kisebb kráter volt, amely lyukat ütött a South Massif-hegység oldalán. A lecsúszó földcsuszamlás világosabb színű törmeléke és maga sötétebb foltként ült a kőzettakarón. Schmitt sokkal ígéretesebbnek írta le, mint a Lara-kráternél tett előző megállót.
Schmitt első ténykedése az volt, hogy rutinszerűen panorámafotót készített a környezetről, amikor az egyik irányban szokatlan dolgot fedezett fel: narancsszínű talajt. A geológust alaposan felvillanyozta a felfedezés, amelyet vulkáni eredetűnek vélt, és mintát akart venni belőle. A Földön az elszíneződött talaj általában vulkáni tevékenység során – jellemzően úgynevezett tűzszökőkutak révén – jön létre, amikor a feltörő lávába gázok keverednek, majd reakcióba lépnek a felhevült, olvadt kőzettel, amely így megszilárdulva elszíneződik. Ezt gondolta Schmitt is a narancs talajról. Árkot ásott rajta keresztül, majd a mélymintavevővel mintát vett belőle. Az irányítás mintákat kért még a kráter peremén megülő nagyobb sziklákból, majd elvégezték a szokásos graviméteres méréseket. De a lényeg a narancsszínű kőzet volt, amely arra utalt, hogy vulkáni struktúrát találtak egy becsapódásos kráterben. Az csak a Földön, a későbbi vizsgálatokból derült ki, hogy mégsem vulkáni anyagot hoztak haza az űrhajósok, hanem csak extrém módon koncentrálódott, titánnal erősen szennyeződött talajréteget, amelyet a becsapódás hozott létre.
5-ös állomás – Camelot-kráter
A holdséta utolsó állomása a Camelot-kráter volt (a kráter az Artúr király mondakörből, a király váráról kapta a nevét), ám az odaúton megálltak néhányszor az űrhajósok mintát venni és graviméteres mérésekre. Az utolsó állomáson a rutinszerű tevékenységek zajlottak: mintavétel, panorámafotók készítése, graviméteres mérések.
Az űrhajósok 7 óra 36 perc 56 másodpercet töltöttek a holdkompon kívül, 20,4 kilométert tettek meg a roverrel (összesen 2 óra 25 perc vezetési idő alatt), 56 mintavétel során 34,1 kilogramm kőzetet gyűjtöttek, illetve készült 218 színes és 627 fekete-fehér fénykép. Ez minden tekintetben rekord volt az előző holdra szállásokkal összevetve.

### Harmadik holdséta
Talajelektromos mérési hely
Az első megálló a talajelektromos mérések kezdeti helyén volt, ahol az űrhajósok megálltak aktiválni a mérőberendezést, ám az meghibásodott, és innentől kezdve a harmadik holdsétán nem tudták használni megfelelően a berendezést.
6-os állomás – North Massif

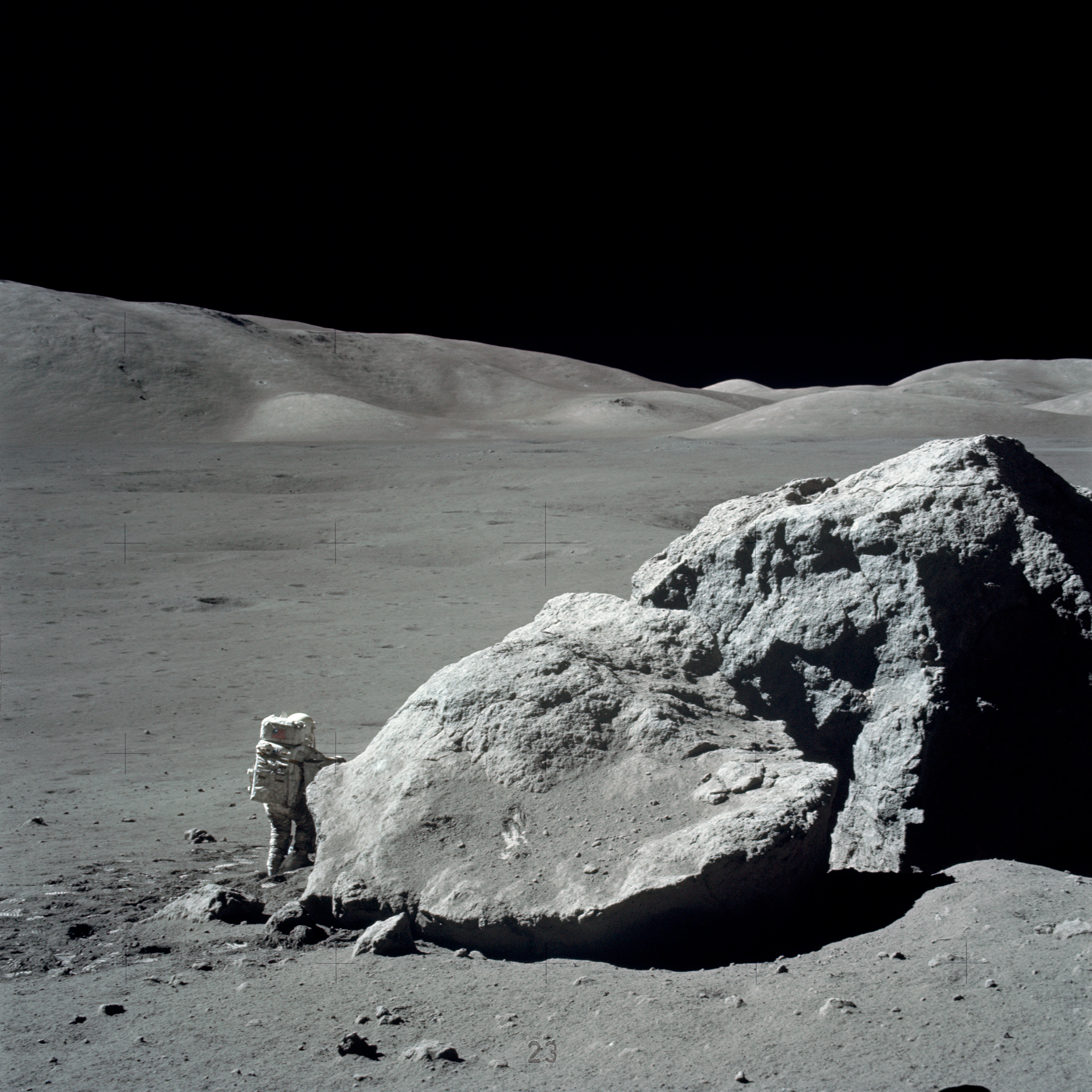
Tracy sziklája

Az első geológiai kutatóállomás a North Massif-hegy oldalában volt, 3,4 kilométerre a holdkomptól. Az űrhajósok előbb elhajtottak egy nagy, jellegzetes szikláig a Turning Point Rockig, amely 3 kilométerre volt. Egy kis mélyedésnél, a Henry-kráternél megálltak, és a korábbi gyakorlat szerint mintát vettek a holdjárón ülve. Közelről látták, hogy a Turning Point Rock nem egyetlen szikla, hanem több részre hasadt szét, a sziklából mintát vettek, kalapáccsal törve le darabokat róla. Ezután felkaptattak a lejtőre, és félig oldalazva ráhajtottak a hegyoldalra még 400 métert megtéve, körülbelül 76 méter magasba érve a hegység lábát jelző törésvonal fölé, ahol nagyjából a holdkompjuk méretét elérő, több darabra tört szikla ült. A szikla körülbelül 1200 méter magasból tört le és gurult le a hegyoldalon. Cernanéknek gondot okozott leparkolni a rovert és leszállni, mivel a hely 20°-os lejtő volt. Cernan egyszer orra esett munka közben.
A legénység elvégezte a szokásos graviméteres méréseket, mintákat vett a szikláról és a környezetéből (normál és mélymintákat), panorámafotókat, 500 milliméteres teleobjektíves és normál látószögű fotókat készített. A sziklához kötődik egy később ismertté vált történet. Cernan megígérte még az indulás előtt az akkor 9 éves kislányának, Tracynek, hogy valami emléket hagy róla a Holdon. Forgatta a fejében, hogy ennek a hatalmas sziklának a porlepte felületére, a holdporba írja Tracy nevét, ám ezt elfelejtette. Később otthon űrhajóstársának, Alan Beannek mesélte el a történetet, aki pályafutása után festőművészi karrierbe kezdett. Bean örökítette meg a sziklát egy festményén, rajta a képzeletbeli „Tracy” felirattal Archiválva 2019. május 6-i dátummal a Wayback Machine-ben. Az egyébként jelöletlen sziklát ezután kezdték el szakmai körökben „Tracy sziklája” néven emlegetni.
7-es állomás – North Massif
A 7-es állomást egy nagyon rapid megállóhelynek szánta Houston, amelynek lényegét a CapCom fogalmazta meg: „…ez egy nagyon rövid megálló kell legyen. Valószínűleg nem több, mint 10–15 perc. Ahogy mondtam, kapjatok fel a lehető legtöbb variációt mutató kézi mintát minimális dokumentáció és minimális időfelhasználás mellett…” A feladatokat itt is megosztották. Schmitt volt az, aki – geológus lévén – értett a minél nagyobb variációs lehetőségek kihasználásához, ezért ő vette a mintákat, míg a parancsnok – erősebb fizikumú lévén – kezelte a kalapácsot és törte le a darabokat a nagyobb sziklákról, legtöbbször Schmitt útmutatásai alapján. A feladatot tökéletesen sikerült teljesíteni 22 perc alatt.
8-as állomás – Sculptured Hills
A hegység elhagyása után annak lankásabbá váló folytatásához, a Sculptured Hillhez („Kifaragott-dombság”) vezetett az út, az Apollo–17 és a Taurus-Littrow–völgy legkeletibb megállóhelyéhez. Ez 2 kilométernyi utazást jelentett a holdjáróval, és ezzel az űrhajósok lefedték az egész völgyet. Az űrhajósok előbb a nagyobb kövekből szerettek volna darabokat. Cernan neki is látott a kalapáccsal letörni egy-egy darabot és begyűjteni. Közben Schmitt a lábával felfordított egy sziklát, hogy alóla nyerjenek mintákat, majd játékból elkezdte lefelé görgetni a lejtőn, ám a kő elindult a rover felé, de egy gödörben időben megállt. Kicsit később a tréfa folytatódott. A lejtőn lefelé szaladva Schmitt megpróbált egyik lábáról a másikra ugrálni, ami olyan érzetet keltett, mintha síelne. Kisvártatva a rádióból az űrhajós szájából hangzó suhogás hallatszott, amivel a síelés zaját imitálta.

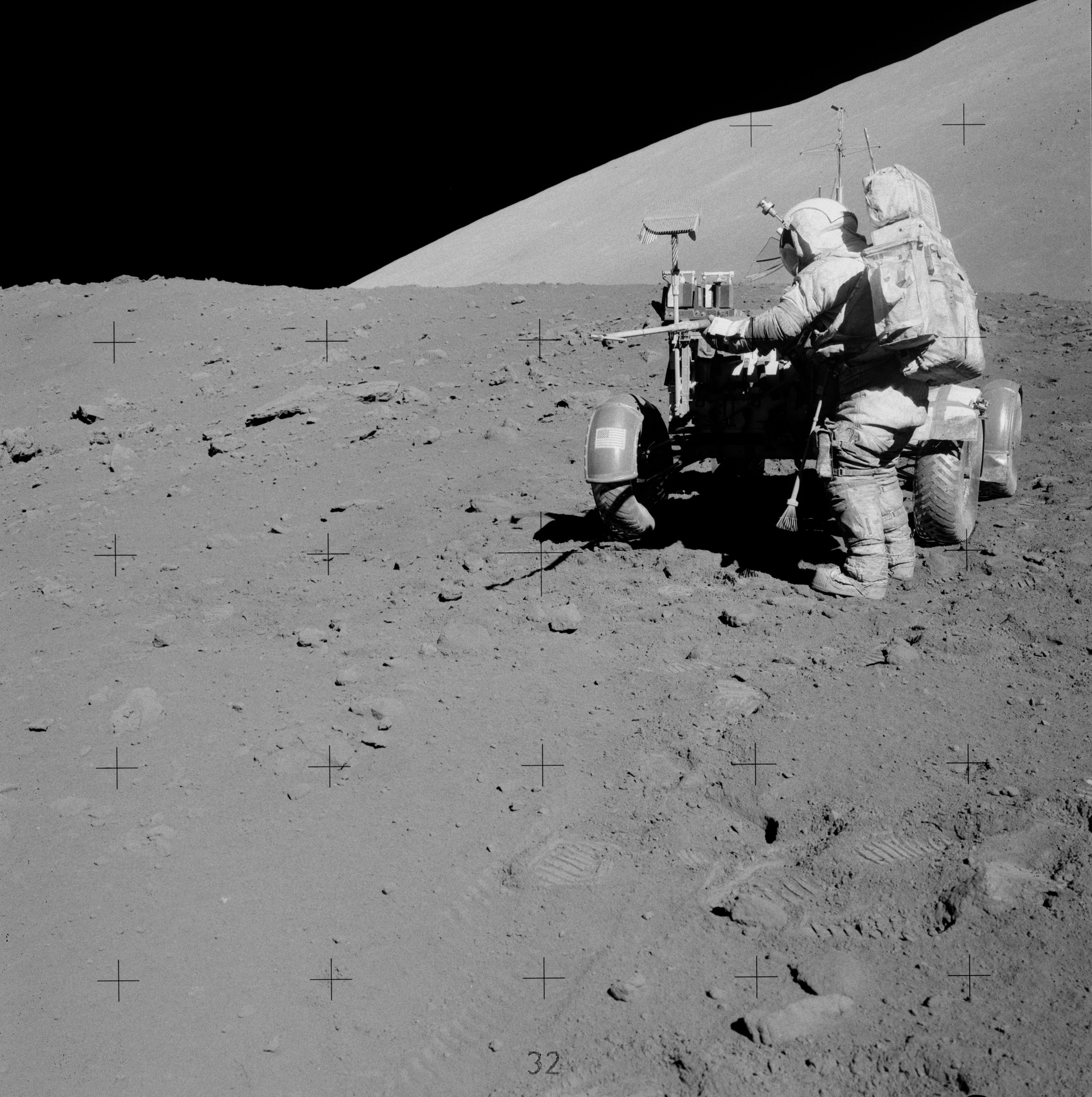
Cernan a roverrel a Van Serg-kráternél

Kicsit később a parancsnok úgy látta, hogy eljött az ideje a sárvédőjavítás ellenőrzésének. Megvizsgálta a korábban rögtönzött alkatrészt, meghúzgálta a rögzítőkapcsokat, de úgy találta, hogy az egész fixen tart, azt leszámítva, hogy minden alkatrészét már por borította. Ezután továbbindulhattak. A holdjárót a lejtős terepen parkolták le, ezért a beszállás nem volt egyszerű, különösen Cernan járt pórul. A parancsnok megpróbált „bepattanni” az ülésébe egy ugrással, ám elvétette, és a holdjáró helyett a jármű mellé esett, a hátára. Ugyan szóban nem igényelte, de Schmitt a segítségére sietett a felállásban. Összességében a rutinnak számító graviméteres mérések történtek meg, mintákat vettek, panorámafotókat készítettek a műveletek között, valamint egy új mintavételi technikát, a „gereblyézés”t alkalmazták. Ennek során egy gereblyével fésülték át a holdport, és az így előtűnő kisebb-nagyobb köveket, kavicsokat szedték fel.
9-es állomás – Van Serg-kráter
A Sculptured Hillnél levő állomás után az űrhajósok elindultak vissza a holdkomp felé, és az űrhajótól már csak 2,1 kilométere levő Van Serg-kráterhez hajtottak (a kráter a nevét Jack Schmittől kapta, akinek a harvardi professzora, Hugh McKinstry írt tudományos szatírákat ezen az írói álnéven). A dombokról a völgybe vezető átmenet nehéz terepnek bizonyult a rover és utasai számára, rengeteg kővel és mélyedéssel volt tarkítva. Cernan úgy jellemezte a helyet, hogy: „…ha 10 métert akartam előre jutni, 15 métert kellett vezetnem hozzá…”. A Van Serg-kráterről azt gondolták a tudósok – különösen a Shorty-kráter után, amelyhez eléggé hasonló volt – hogy vulkanikus eredetű lehet. A páros a kráter peremén parkolt le és kissé bele is ment a mélyedésbe, amelynek az alján számos szikla hevert. Begyűjtöttek pár mintát, de vulkanizmusnak nyoma sem volt, különösen nem elszíneződött talajnak, mint a Shortynál. A sikertelenségnek a CapCom vetett véget, amikor bejelentette, hogy ideje útra kelni a holdkomp felé. A munka közben kihelyezték az aktív rengésmérő egy újabb robbanó töltetét, elvégeztek két graviméteres mérést a szokásos fotódokumentáció (normál, panoráma és teleobjektíves képek) mellett. Az utolsó újdonság az árokásással összegyűjtött kőzetminták voltak. Ezzel a geológiai megállással elérkeztek az Apollo–17, de lényegében az egész Apollo-program tudományos kutatásainak végére.
Jelöletlen holdjárós állomások

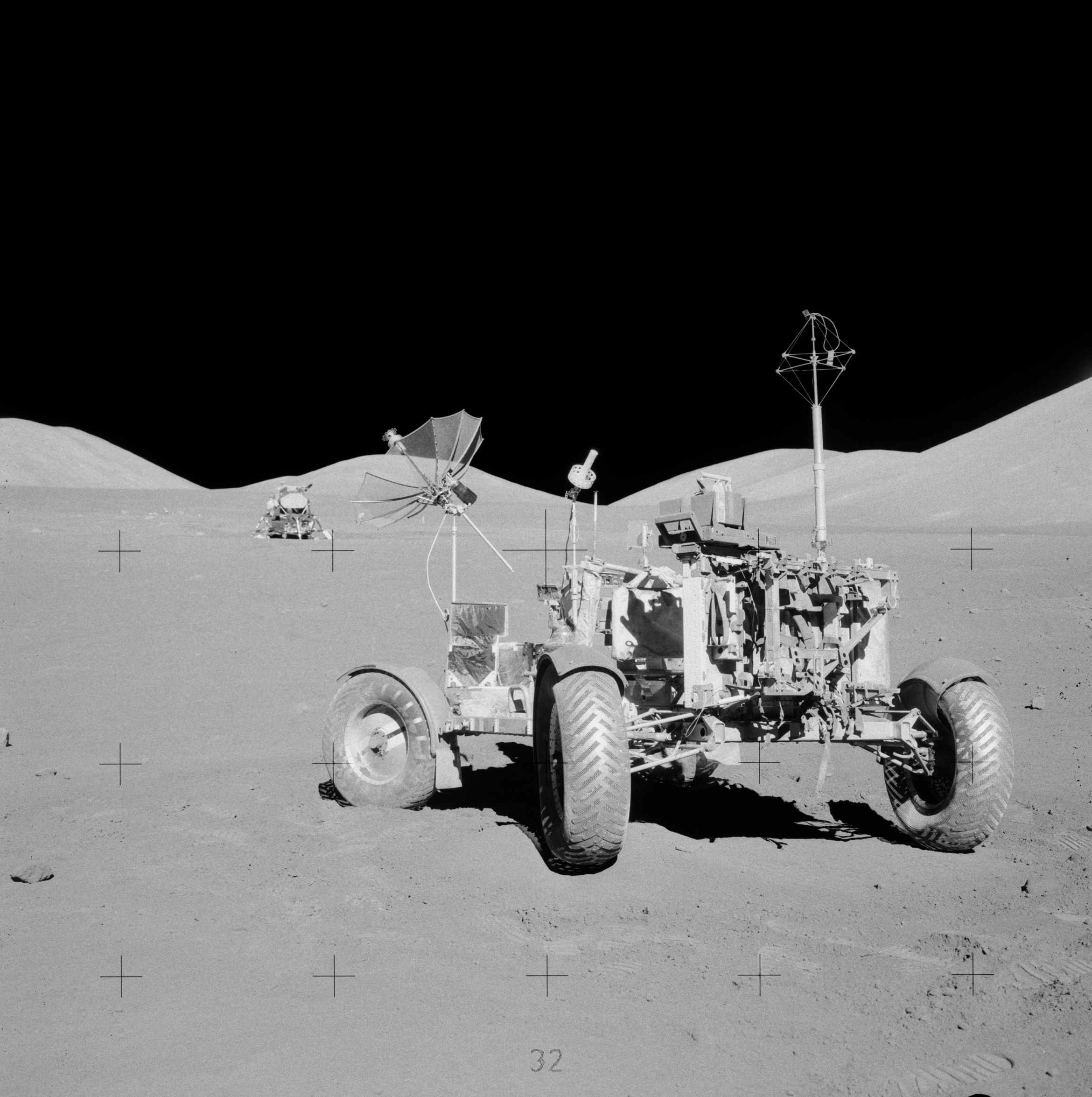
A holdjáró a végső parkolóhelyén

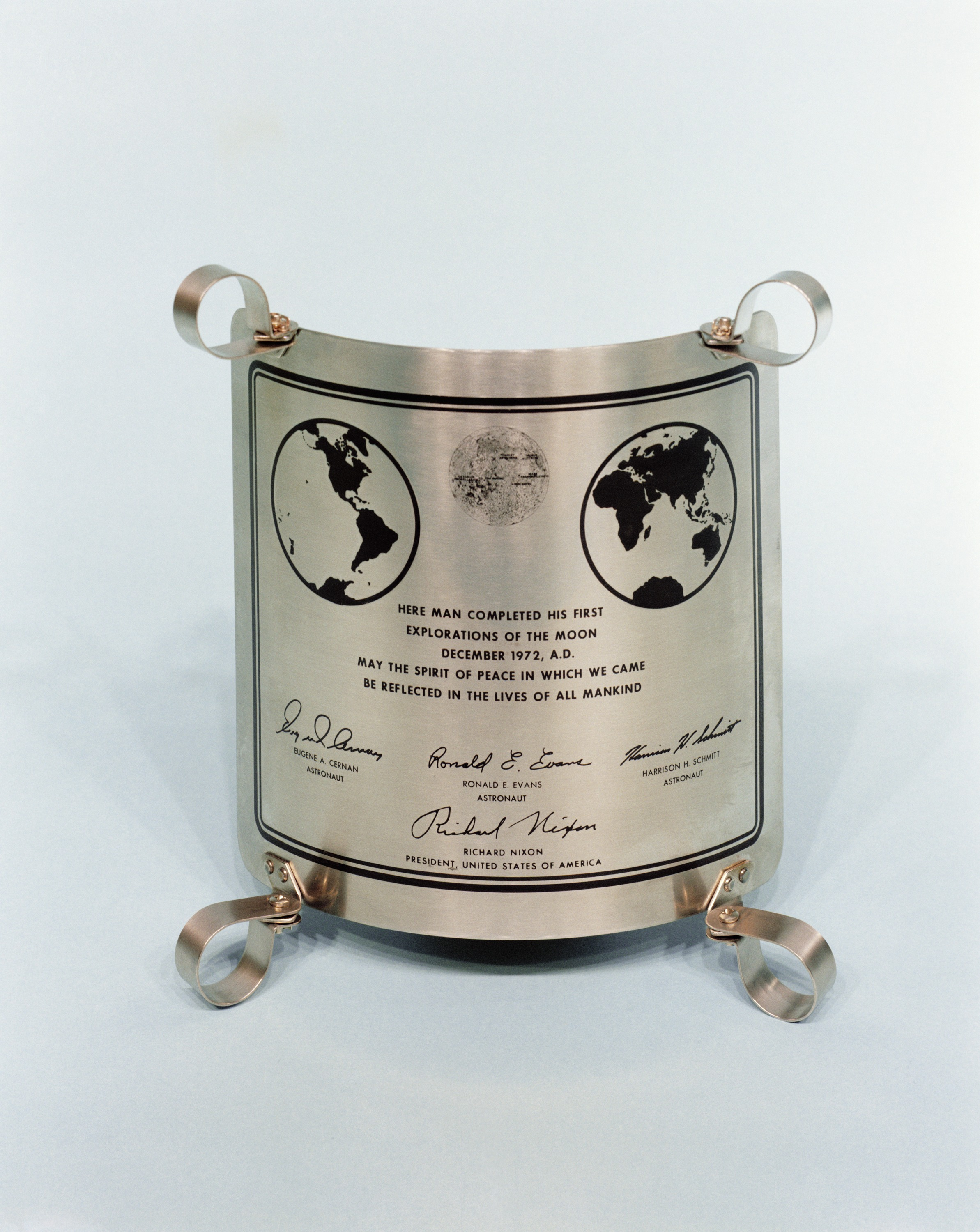
Az utolsó Apollo-plakett

A fenti geológiai jellegzetességek melletti megállókon kívül még négy alkalommal álltak meg az űrhajósok, hogy gyors mintákat vegyenek. Ebből kettő a táv legelején, a talaj-elektromos mérések kezdeti helye, valamint a 6-os állomás között, egy másik a 7-es és 8-as állomások között, az utolsó pedig a 9-es állomás és a holdkomp között történt.
A holdkomphoz érve – 28 perc 26 másodperces út után – az űrhajósok kis ünnepséget rögtönöztek a legutolsó mintavételhez. Ehhez Schmitt lenyúlt, és lényegében találomra felvett egy követ, amely a 70017-es katalógusszámot kapta, és mellé a parancsnok rövid beszédet rögtönzött. A 3 kg-os kőzetdarab később a Goodwill Rock („Jóakarat kő”) elnevezést kapta. Később ezt a követ közel 500 darabra vágták, és a világ múzeumai és kutatóhelyei kaptak belőle. Ezután még leleplezték az Apollo–11-éhez (és az összes holdra szálló expedícióhoz) hasonlóan a holdkomp lábára szerelt plakettet, amelyen az első leszálláshoz hasonlóan az „Itt ért véget az emberiség első holdfelfedező útja Kr. u. 1972 decemberében. Talán a béke, amellyel érkeztünk, tükröződni fog az egész emberiség életében” szöveg állt.
Ezek után a szimbolikus tevékenységek után Cernan még odébb parkolt a roverrel, majd előbb Schmitt, majd a parancsnok is visszaszállt az űrhajóba. Ahogy 3 évvel korábban Armstrong első mondatát is nagy várakozásokkal övezték, úgy Cernannek jutott a tisztesség, hogy egy utolsó mondattal búcsúzzon el – azóta ismert, hogy több mint 50 évre – a Holdtól: „Bob, itt Gene, és még itt vagyok a felszínen; és ahogy megteszem az emberiség utolsó lépését innen, hogy hazamenjek, és kis idő múlva visszatérjünk – remélem nem túl soká következik ez el –, szeretnék mondani valamit, amit talán a történelem is feljegyez. Ami ma Amerika kihívása, azt a jövő az ember sorsává kovácsolja majd holnapra. És ahogy mi elhagyjuk a Holdat Taurus Littrow-nál, elhagyjuk, ahogy érkeztünk, és Isten akaratának megfelelően visszatérünk, békében és az egész emberiség reményével.Az Apollo–17 legénységének jókívánsága”. Ezután bezárták a kabinajtót, és az Apollo–17 holdfelszíni tevékenysége véget ért.

### Visszatérés, Hold körüli megfigyelés, hazaút

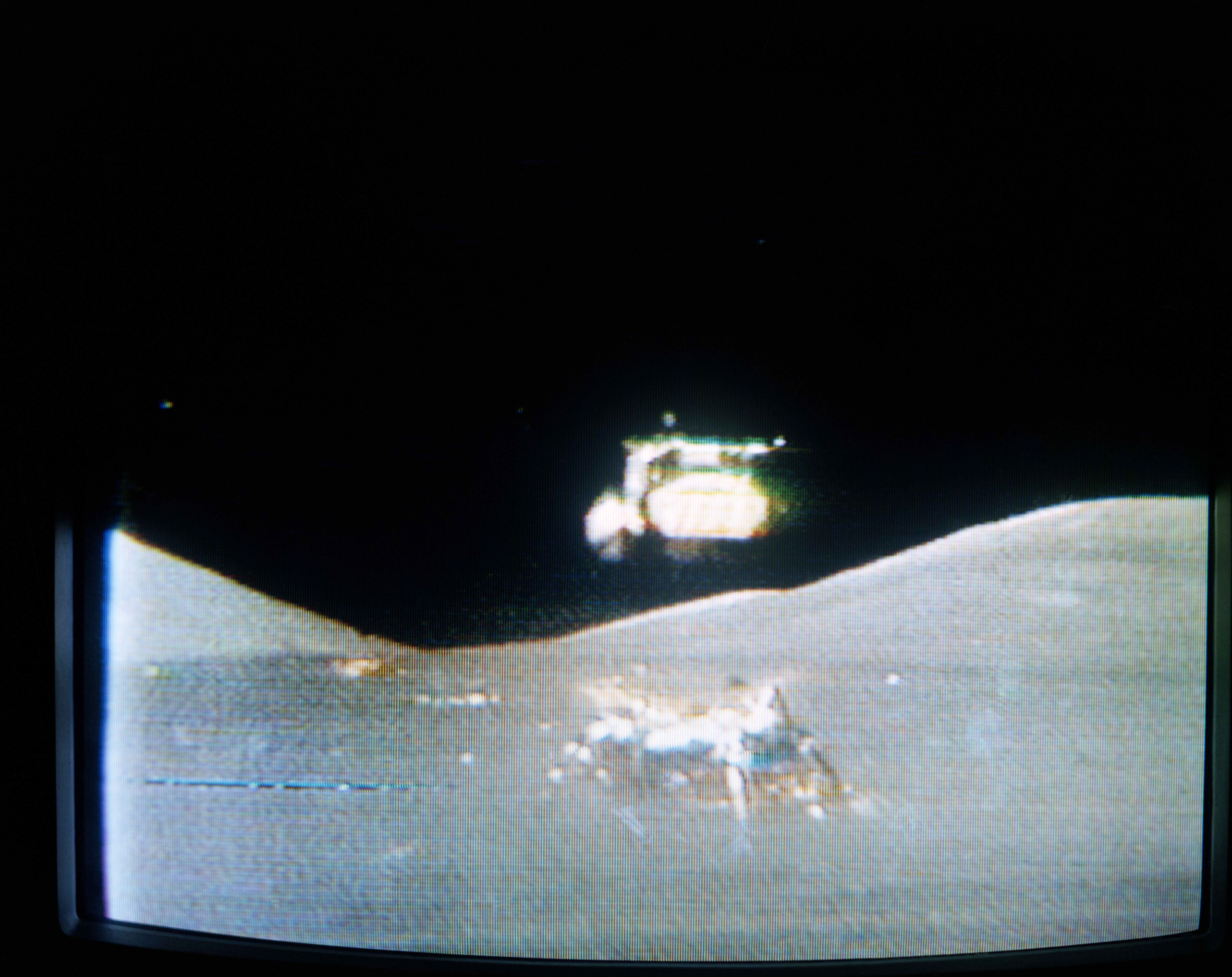
A holdkomp holdi startja

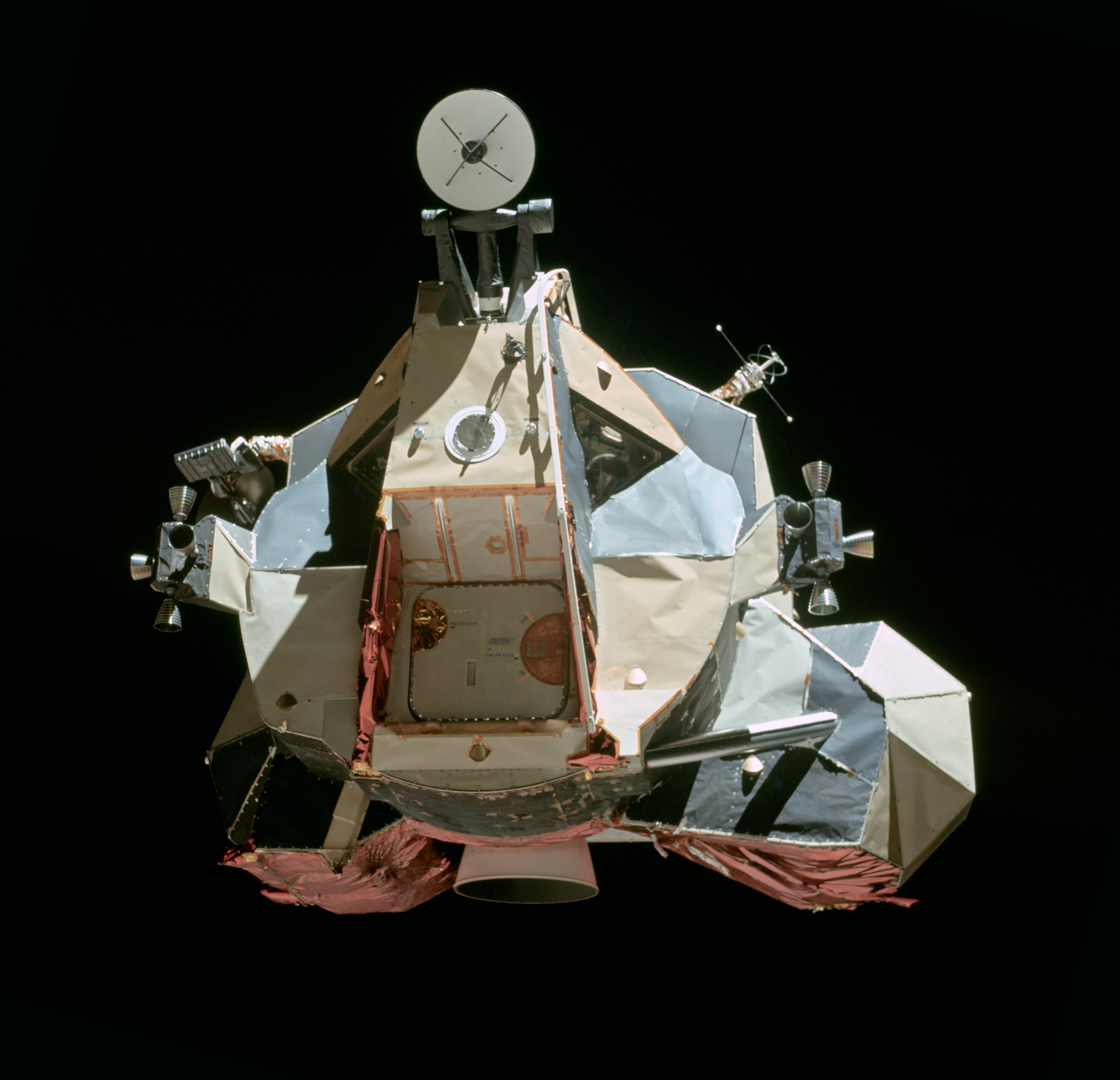
A Challenger holdkomp a Holdról való visszatérést követően

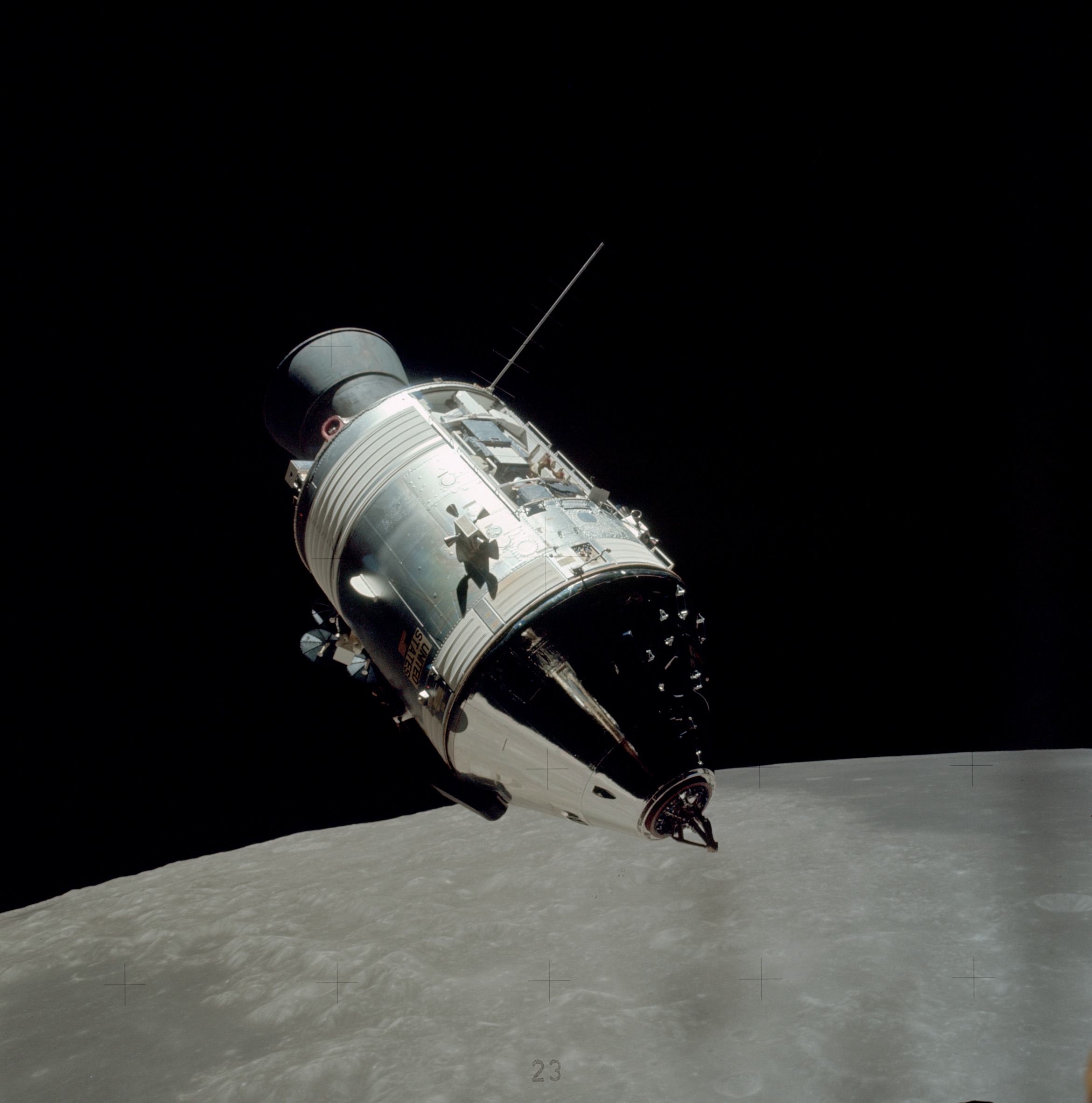
Az America CSM a visszatérés utáni randevú közben

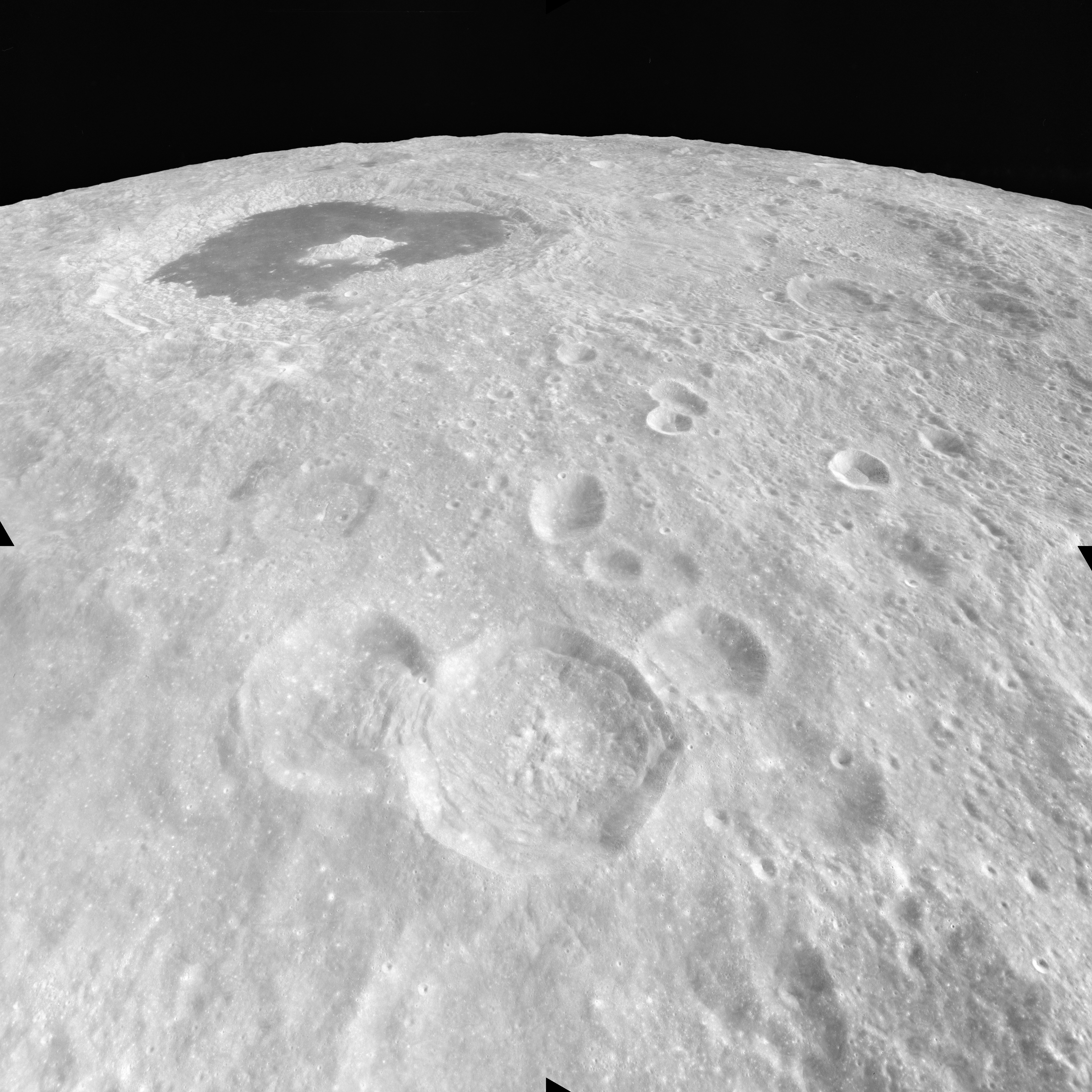
Megfigyelések a keringésből: a kép tetején a Ciolkovszkij-kráter (sötét terület), az előtérben a Fermi-, Dobrovolszkij- és Shirakacsi-kráter

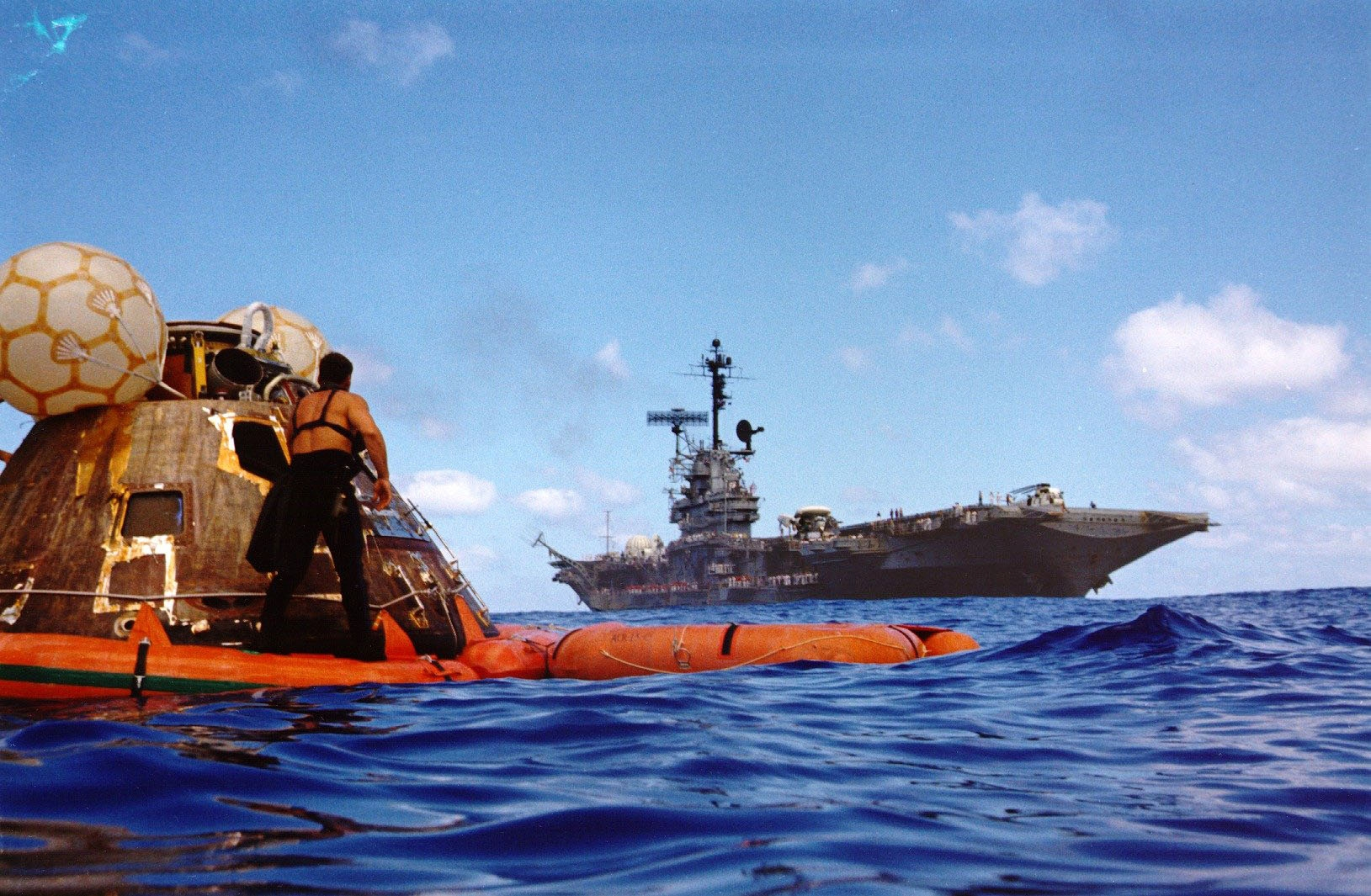
Az Apollo–17 a USS Ticonderoga mellett

A holdsétát követően az űrhajósok levetkőztek, tapasztalataikat gyorsan összegezték az irányításnak, elraktározták mintákat, majd a feleslegessé vált felszerelést – például a hátizsákokat – kidobták a felszínre. Ezt követően gyors étkezés, majd pihenési, alvási periódus szerepelt a tervekben, ezért a holdséta levezetését követően aludni tértek. Az űrhajósok összesen 22 óra 3 perc 57 másodpercet töltöttek a holdfelszínen a három holdséta során, 35,7 kilométert vezettek a holdjáróval 4 óra 29 percnyi vezetési idő alatt, és 110,52 kg holdkőzetmintát gyűjtöttek össze.
Másnap az Imígyen szóla Zarathustra dallamaira ébredtek, amelyet az irányítás játszott le a rádióban, és elkezdődött a felszállás előkészítése. A tréfát Schmitt ez alkalomra írt versének felolvasásával zárták le, majd meghatározták a felszállás idejét (a CSM keringése a masconok miatt kissé eltért a tervezettől, ezért a felszállást 1 perc 10 másodperccel előre kellett hozni). A start-előkészületeket egy apró szelephiba tarkította, amely azonban nem gyakorolt komolyabb hatást az egész folyamatra. 1972. december 14. 22:54:37-kor (UTC) beindult a holdkomp felszálló hajtóműve, és az űrhajót 89,8 x 16,8 kilométeres ellipszis pályára állította. A startot az irányítóközpontban végig figyelemmel követték, mivel a roverre szerelt kamerát távirányítással kezelte Ed Fendell operatőr, és az emelkedő űrhajót 26 másodpercig tudta mutatni.
A felszállást követte a randevú és a dokkolás, amelyre 45 percnyi repülés után került sor (addigra a beállított röppályák 1,3 kilométeres közelségbe vitték egymáshoz a két űrhajót). Az aktív szerepet játszó parancsnoki egységet 32,9 kilométeres relatív sebességgel közelítette meg Ron Evans. Kicsit később Richard Nixon elnök üzenetét olvasták be:
Amint a Challenger elhagyja a Hold felszínét, tudatában vagyunk nemcsak annak, amit hátrahagyunk, de annak is, ami még előttünk van. Az álmok, amelyeket az emberiség előre vetít, úgy tűnik, mindig megvalósulnak, ha elég erősen hiszünk bennük és elég szorgalmasan teszünk értük. Egykor megigézve álltunk a csillagok alatt, ma pedig elérjük őket. És ezt nemcsak azért tesszük, mert az ember végzete álmodozni a lehetetlenről, vagy merni a lehetetlent, majd megtenni a lehetetlent, hanem mert az űrben, ahogy a Földön is, új válaszok születnek és új lehetőségek az emberi létezés javítására, kiterjesztésére.
Talán ez az utolsó alkalom ebben az évszázadban, hogy ember jár a Holdon, de az űr felfedezése folytatódni fog, az űrkutatásból való haszonszerzés folytatódni fog, és új álmok születnek, amelyeket követhetünk, arra az alapra építve, amit most megtanultunk. Ezért ne tévesszük el a jelentőségét, vagy ne menjünk el annak fenségessége mellett, aminek tanúi voltunk. Mindig is volt néhány esemény, amely tisztán jelezte a történelem előrehaladását egyik korszakról a másikra. Ha megértjük ezt az utolsó Apollo-repüléskor, akkor igazán megérinthet bennünket 'néhány igazán fényes dolog'. Gene Cernannek, Harrison Schmittnek és Ron Evansnek kívánjuk, hogy Isten segítségével mihamarabb szerencsésen érjenek haza a jó öreg Földre.
Az utolsó, felszállással kapcsolatos feladat a holdkomp leválasztása volt. Ehhez minden hazahozandó csomagot át kellett pakolni a parancsnoki kabinba és minden összegyűlt hulladékot át kellett hordani a holdkompba. Amikor ez megtörtént, leválasztották a Challengert, és egy rövid, 12 másodperces hajtóműindítással más pályára állt a parancsnoki hajó. A holdkomp megmaradt üzemanyagkészletével egy távirányítású fékezőmanővert indított az irányítás, amellyel becsapódó pályára vezényelték a holdkompot, hogy a lenti műszerek számára mesterséges meteoritbecsapódást szimuláljanak. A tervezett becsapódási pontot a leszállóhelytől 9,9 kilométerre jelölték ki. A becsapódást megpróbálták megfigyelni az Ed Fendell által távirányított kamerával, azonban hiába irányította az operatőr a kívánt pontra a kamerát, az eseményt nem sikerült megpillantani. Ezzel szemben az ALSEP hátrahagyott aktív szeizmográfja tökéletesen rögzítette a becsapódás keltette rengést, ahogy az Apollo–12, –14, –15 és –16 műszerei is regisztrálták az eseményt. Később a fenn keringő America legénysége is megpróbálta távcsövön át megpillantani a becsapódási helyet, és diadalmasan jelentették, hogy a South Massif csúcsán látnak egy világos pontot, amely a korábbi fotókon nem szerepel.
A Hold körüli pályáról történő megfigyelés már jóval Cernanék visszatérése előtt megkezdődött, Evans, miután két társa holdfelszínre távozott, megkezdte a tudományos programot. Ezt elsősorban az űrhajó műszaki egységébe épített SIM-műszeregységgel végezte. Ez a következő műszerekkel rendelkezett:
- Metrikus és panoráma kamerák: a kamerák segítségével részletes felszínfotókból álló térképet lehetett fényképezni arról a térségről, amely felett az űrhajó elrepült. A normál, vagy metrikus látószögű kamera kisebb átfogású, ám részletesebb, a panoráma nagyobb átfogású fotókat készített. Mindkét kameratípus nagy felbontású képeket eredményezett. A metrikus kamera összeköttetésben volt a lézer magasságmérővel, így a két berendezés adataiból 3D holdfelszín-modellek is készíthetők voltak. A metrikus kamera egyszerre egy 165x165 kilométeres térséget tudott képre vinni és az elméleti felbontása 20 méter volt (azaz egy képpont egy 20 méteres objektumot fedett le). A panorámakamera 320x20 kilométeres csíkokat rögzített abból a magasságból, ahol a parancsnoki űrhajók tipikusan keringtek és a felbontása extrém finom volt, 1–2 méteres objektumok is látszottak egy-egy fényképen. Az űrhajósok 2140 fényképet készítettek 15 keringés során a metrikus kamerával, a panorámakamera 9 keringésen keresztül működött és 1574 fotót készített.[43]
- Lézer magasságmérő: a lézeres magasságmérővel egy lézernyalábot bocsátottak ki a holdfelszín felé, majd egy kis távcsővel érzékelték a visszaverődő fényt, majd a kibocsátás és érzékelés időkülönbségéből megbecsülték az űrhajó és a felszín közötti távolságot, azaz a felszín domborzatának változásait. Ezzel a módszerrel 10 méteres pontossággal állapíthatták meg a magasságkülönbséget egyes felszíni formák között. Az Apollo–17 során 12 keringési ideig használták a műszert, amely körülbelül 30 kilométerenként végzett egy-egy mérést. A mérések azt mutatták, hogy a Hold átlagos sugara 1738 kilométer, az innenső oldalon vannak a magasabban fekvő területek, a túloldalon az alacsonyabbak, emellett a holdtengerek pár kilométerrel mélyebben fekszenek és simábbak, mint az azokat körülvevő felföldek.[44]
- S-sávú rádió transzponder: az űrhajó rádiójeleinek az elemzésével a Hold gravitációs mezejének változásaira, anomáliáira lehetett következtetni. A földi vevőberendezések által fogott frekvencia és a kibocsátott frekvencia között különbségek vannak, amelyet az űrhajó mozgása okoz és amely a mozgás által kiváltott Doppler-effektuson keresztül mérhető. A Doppler-hatás révén a frekvencia folyamatosan eltolódik, és ebből leszűrhetők az űrhajó sebességének változásai, amelyet pedig az a gravitációs tér okoz, amely hat a járműre. (Az űrhajóra elsősorban a Hold gravitációja hat, de kisebb mértékben a Nap, vagy a Föld hatása is számításba veendő, bár azok a számításoknál könnyen megállapíthatók és kiszűrhetők). Az ilyen módon kimutatott eltolódás rendkívül finom mértékben meghatározza a sebességváltozások mértékét is, amelyekből pedig levezethető a gravitáció változása is. A megfigyelt felszíni formák közül az olyan nagyobb becsapódási helyeken mértek eltéréseket, mint a holdtengerek (Mare Crisiom, Imbrium, Nectaris, Serenitatis), vagy óriáskráterek (Kopernikusz, Ptolemaiosz, Theofilusz), vagy a holdi hegységek (Appenninek, Marius Hills).[45]
- Holdi radarvisszhangmérések: ebben a kísérletben radarhullámokkal bombázták a Hold felszínét és fogták a visszaverődéseket különböző antennákon. A kísérlet célja, hogy a holdkéreg felső 2 kilométerének szerkezetét megfigyeljék (a víz hiánya miatt a használt 2 és 60 méter közötti hullámhosszú radarhullámok könnyedén behatolnak a felszín alá és eljutnak a mélybe). A mérések különböző struktúrákat mutattak ki a felszín alatt, különösen az olyan holdtengereken, mint a Mare Crisium és a Mare Serenitatis. Ezek a struktúrák azt mutatták, hogy a holdtengerek bazaltjai 2,4–3,4 kilométer mélységig nyúlnak le, és különböző rétegekből tevődnek össze, azaz a holdtengerek kialakulása több fázisban történt.[46]
- Ultraibolya spektrométer: ezzel a méréssorozattal a felszíni holdilégkör-méréseket terjesztették ki globális léptékűre, a gyenge holdi atmoszféra sűrűségét és összetételét próbálták meghatározni. A műszer ki tudott volna mutatni több kémiai elemet, vagy molekulát is (hidrogén, oxigén, nitrogén, szén-monoxid, szén-dioxid, xenon), de a műszer alsó érzékenységi határán csak a molekuláris hidrogén lépett át, amelyet 6000 atom/köbméter mennyiségben mutattak ki.[47]
- Infravörös radiométer: az infravörös hőmérsékletmérésekkel a holdfelszín hőmérsékletét, az éjszakai oldalon a felszín lehűlését és a hőkisugárzás mértékét mérték (nappal a felszín felmelegszik a napsugárzás hatására, majd éjszaka lehűl, kisugározva az összegyűjtött hőt). Mivel a folyamatra hatással van a felszíni kőzet sűrűsége, töredezettsége, ásványi összetétele, közvetve ezekre a tulajdonságra is következtetni lehet.[48]

Cernanék érkezésével a Hold körüli pályáról végzett megfigyelési program átalakult. A tervek szerint a holdkomp dokkolása után még másfél napig folytatódott tovább a tudományos program, és kihasználták a geológus jelenlétét, aki így globális méretekben és összefüggésekben is megvizsgálhatta az égitest felszínét. A műszeres mérések helyett a hangsúlyt az ablakból végzett geológiai megfigyelés (és az irányításban ülő tudósoknak a látottak leírása) kapta a fő hangsúlyt. A Shorty-kráternél talált narancsszínű talaj (amelyet Evans is megerősített később, hogy látni lehet a fenti pályáról is) arra sarkallta az űrhajósokat, hogy elszíneződött területeket próbáljanak találni, ám kevés sikerrel jártak. Ezek mellett még további kísérleteket is végeztek. Ilyen volt a fényvillanások megfigyelése (amelyeket az emberi szemben okoznak a szemen éppen akadálytalanul áthatoló kozmikus sugárzás részecskék), illetve ilyen volt még az úgynevezett „vegyes biológiai kísérlet”, amelybe különböző biológiai anyagokat (baktériumtörzseket, protozoa tömlőket, növények magjait, rákok és rovarok petéit) halmoztak egymásra, és figyelték a kozmikus sugárzás hatását az egyes összetevőkre.
A 75. keringésben eljött az ideje, hogy a Hold túlsó oldala felett repülő űrhajó SPS-hajtóművét beindítva az Apollo–17 kigyorsítson a Hold körüli keringésből, és megindítsa a TEI-manővert (Trans Earth Injection – földirányú gyújtás). Amikor újra megpillantották a Taurus-Littrow-völgyet, már 3200 kilométerre jártak tőle, a Holdtól távolodva. Hazafelé már csak egyetlen fontosabb művelet volt hátra a leszállásig: Ron Evansnek egy űrsétát kellett végrehajtania, hogy a SIM-rekeszből behozza a kabinba a kutatási eredményeket tartalmazó adathordozókat. Erre a 12. repülési napon került sor, nagyjából 65 000 kilométerre a Holdtól és 315 000 kilométerre a Földtől. A feladathoz Evans beöltözött (parancsnoka plexi űrsétasisakját kölcsönözve), kimászott a kabinból, majd a kapaszkodók mentén hátramászott a műszaki egységhez, hogy kiszedje az adathordozó kazettákat. Háromszor tette meg az utat oda-vissza a különböző adathordozókért, miközben Schmitt felügyelte a műveletet a kabinajtóból vállig kiemelkedve. Az űrséta 45 perc 20 másodpercet vett igénybe. Ezt követően eseménytelenül zajlott a hazaút.
Mindössze egyetlen pályaközi korrekciós manővert kellett végrehajtaniuk az űrhajósoknak a Földtől 46 330 kilométerre, hogy a kívánt pontra érkezzenek meg. Mindössze a légkörbe lépés előtt 15 perccel választották le a műszaki egységet, amely ugyanúgy belépett a Föld légkörébe, majd elégett. Következett a légkörbelépés, amelyet 39 600,8 km/h sebességgel értek el. Tizenhárom perc ereszkedés után, 12 nap 16 óra 31 perc 59 másodperc repülés után 1972. december 19-én, helyi idő szerint 6:24:59-kor (19:24:59 (UTC) szállt le az űrhajó a déli Csendes-óceánon Amerikai Szamoa közelében, 2,1 kilométerre a tervezett leszállási pont és 6,5 kilométerre a kivezényelt USS Ticonderoga anyahajó mellett.

## A repülés utóélete
Az Apollo–17-et a program átírásától és megkurtításától fogva mindenki a holdprogram utolsó repüléseként tartotta számon. Azonban az USA Holdat érintő szándékai már a hazaúton kiviláglottak. Richard Nixon elnök beolvasott üzenetének egy félmondata – …talán ez az utolsó alkalom ebben az évszázadban, hogy ember jár a Holdon… – megvilágította, hogy az USA és a NASA felhagy a Hold, vagy akár más égitestek kutatásával, már ami az emberes űrrepüléseket illeti. Cernan parancsnok és Schmitt holdkomppilóta ezt fájdalmasan értékelte, és később hangot is adtak ebbéli elégedetlenségüknek. Nixon jóslata igaznak bizonyult, űrhajósok az elmúlt közel fél évszázadban nem tértek vissza a Holdra, bár születtek erre vonatkozó kezdeményezések, amelyek elbuktak.
Az Apollo-program pénzügyi támogatására a NASA költségvetésében 1973-ban szerepelt utoljára összeg, így 1974-ben pénzügyi források híján a programot leállították. A tudományos tevékenység 1977. szeptember 30-án ért véget, amikor az ALSEP-műszerek nyomon követésével is leállt az űrügynökség.

### Az Apollo–17 eredményei
Az Apollo–17 leszállóhelyének kiválasztásánál két fő szempont is a Taurus-Littrow-völgy mellett szólt, mind az ősi holdkéreg anyagából, mind a friss vulkáni aktivitás nyomait viselő kőzetekből ígért mintákat. Ez utóbbiakat sóváran várta a NASA már az Apollo–16 expedíciótól is, de az akkor kudarcba fulladt. Ezen az új leszállóhelyen a fotóelemzés kis, sötét hamukúpokat mutatott, mint a friss vulkáni aktivitás nyomait, újabb reménnyel kecsegtetve a holdgeológusokat. A hamukúpoknak nézett formációkból visszahozott anyagminták azonban nem támasztották alá, hogy azok közeli időpontban létrejött kőzetek lennének, így végérvényesen elvethették a tudósok, hogy a Hold az utóbbi időkben valamiféle geológiai aktivitást mutatott volna, az több milliárd éve véget ért.
Ugyanez volt a helyzet a felfedezése idején szenzációnak számító narancsszínű talajjal is. A tudósok – maga Harrison Schmitt is – azt feltételezték, hogy a kőzet a Földön tűzszökőkútnak nevezett jelenség során jöhetett létre (ennek lényege, hogy a feltörő magma rengeteg gázt is tartalmaz, így a kitörés egy pezsgősüveg felbontásához hasonlóan tör a felszínre. A gázok, fajtájuktól függően, különböző színűre festik a kőzetet. Azonban a narancsszínű kőzet vizsgálatakor mindössze annyi derült ki, hogy annak nagyon magas a vas- és titántartalma, amely semmiképpen nem származhatott gázból. A kőzet egyszerűen „rozsdás” volt. A Holdon nem sikerült egyetlen Apollo-űrhajósnak sem friss vulkáni működés nyomát találni (vulkáni eredetű anyagokat találtak, de vulkáni krátert nem, és az anyagminták is több milliárd évesek voltak).

#### Rekordok
- Leghosszabb EVA: 7 óra 37 perc 22 másodperc[54]
- Leghosszabb összes EVA-aktivitás: 22 óra 5 perc 4 másodperc
- Legnagyobb megtett távolság a Holdon: 35 km
- A legnagyobb mennyiségű gyűjtött minta: 114,76 kg
- Legnagyobb eltávolodás a holdkomptól: 7,3 km (az EVA 2 során)
- A parancsnoki modul össz keringési ideje a Hold körül: 147 h 48 min
- A legsúlyosabb, földre szálló parancsnoki kabin
- A Holdon töltött idő: 74 óra 59 perc 38 másodperc

### Az Apollo–17 megjelenése a művészetekben

#### Film
Maga az Apollo–17 repülés egyetlen alkotásban jelenik meg közvetlenül, az HBO rendezte minisorozatban, A végtelen szerelmesei – Az Apollo-program (eredeti angol cím: From the Earth to the Moon) című, Tom Hanks rendezte adaptáció 12., utolsó részében örökítik meg a holdprogram utolsó műveletét.
2014-ben egy brit filmes, Mark Craig dolgozta fel a parancsnok azonos című könyvében, a The Last Man on the Moonban leírtakat dokumentumfilmjében, amelyben szereplőként maga Cernan is részt vett.
Ezen az alkotáson kívül számos filmben jelent meg olyan űrhajós, akit az utolsó Holdra lépő emberként ábrázoltak. Ilyen volt egy Steve Austin nevű karakter (Lee Majors megformálásában) a Hatmillió dolláros férfiben (The Six Million Dollar Man) 1972-ben, vagy az 1998-as Deep Impact című műben Spurgeon „Fish” Tanner (Robert Duvall megformálta) alakja.

#### Könyv
Az Apollo–17 teljes története a parancsnok, Gene Cernan 1999-ben kiadott, Last Man on the Moon című memoárjában jelent meg (Donald A. Davis társszerzőként való közreműködésével), amelyben részletesen ír a Holdon szerzett élményeiről.
Homer Hickam 1999-es könyvének (Back to the Moon) nyitójelenete az Apollo–17 holdsétájának vége, majd fő motívumaként fut végig a történeten a Schmitt által felfedezett narancsszínű talaj.
Egy másik műben (Tyrannosaur Canyon), Douglas Preston eredeti, az Apollo–17 holdsétáról származó idézetek felhasználásával írja le az utolsó Holdra szállás epizódjait.

## Repülési adatok
- Tömeg:
  - Teljes tömeg: 2 923 387 kg
  - Szállított teher: 46 678 kg
    - PM tömege: 30 320 kg, amiből a CM 5960 kg, az SM 24 360 kg
    - HM tömege: 16 448 kg, amiből a felszállófokozat 4985 kg, a leszállófokozat 11 463 kg
- Föld megkerülése: 2-szer odafelé, hozzávetőlegesen 1-szer visszaútban
- Hold megkerülése: 75-ször
- Földközel: 168,9 km
- Földtávol: 171,3 km
- Inklináció: 28,526°
- Keringési idő: 87,83 perc
- Holdközel: 97,4 km
- Holdtávol: 314,8 km
- Inklináció: 159,9°
- Keringési idő:
- Landolás helye: 20.19080° N – 30.77168° E, másképpen írva 
 20° 11' 26,88" N – 30° 46' 18,05" E
- Összegyűjtött minta: kb. 110 kg

### A PM (parancsnoki modul) és HM (holdmodul) kapcsolódása
- Szétválás: 1972. december 11. – 17:20:56 UTC
- Újrakapcsolódás: 1972. december 15. – 01:10:15 UTC

### Holdséták
- Cernan és Schmitt – EVA 1 (EVA = űrséta)
- EVA 1 kezdete: 1972. december 11., 23:54:49 UTC
- EVA 1 vége: December 12., 07:06:42 UTC
- időtartam: 7 h, 11 min, 53 s
- Cernan és Schmitt – EVA 2
- EVA 2 kezdete: 1972. december 12., 23:28:06 UTC
- EVA 2 vége: December 13., 07:05:02 UTC
- időtartam: 7 h, 36 min, 56 s
- Cernan és Schmitt – EVA 3
- EVA 3 kezdete: 1972. december 13., 22:25:48 UTC
- EVA 3 vége: December 14., 05:40:56 UTC
- időtartam: 7 h, 15 min, 08 s

### Űrséta úton hazafelé
A hazafelé úton december 17-én Evansnek ki kellett mennie egy 1 óra körüli űrsétára (EVA 4), hogy a műszaki egység műszerrekeszéből behozza a kabinba a fényképezőgépek által a Hold körüli keringés során használt filmkazettákat.
- EVA 4 kezdete: 1972. december 17., 20:27:40 UTC
- EVA 4 vége: December 17., 21:33:24 UTC
- időtartam: 1 h, 05 min, 44 s